# Danh sách người đứng đầu lãnh thổ Việt Nam thời Bắc thuộc
Bắc thuộc là danh từ chỉ thời kỳ Việt Nam bị đặt dưới quyền cai trị của các triều đại Trung Quốc, được coi như một đơn vị hành chính của Trung Quốc, tùy theo thời kỳ lịch sử, có thể là Châu, Quận, Đô Hộ Phủ hay Phiên Trấn.
Chính quyền trung ương Trung Quốc cắt cử quan lại sang để cai trị, cũng lại theo cách gọi và phân chia khu vực của từng triều đại mà viên quan đó có thể là: Châu thái thú, Thứ sử, Châu mục, Thái thú, Kinh lược sứ hoặc Tiết độ sứ...
Dưới đây là bảng thống kê được tổng hợp từ các bộ chính sử của Việt Nam và Trung Quốc, ngoài những viên quan lại trực tiếp hoặc gián tiếp cầm quyền, những vị tướng lĩnh từng tham chiến trong công cuộc bình định phương Nam của các thiên triều Trung Hoa. Danh sách này còn bổ sung thêm một số: Trưởng sử, Thuộc lại, Bộ tướng, Công tào, huyện lệnh...cấp quận có ảnh hưởng đến cục diện chính trị trong châu và sứ giả, khâm sai được triều đình phái sang công cán hay ban bố chiếu chỉ.

## ThờiNam Việt-Lưỡng Hán(208 TCN - 220)

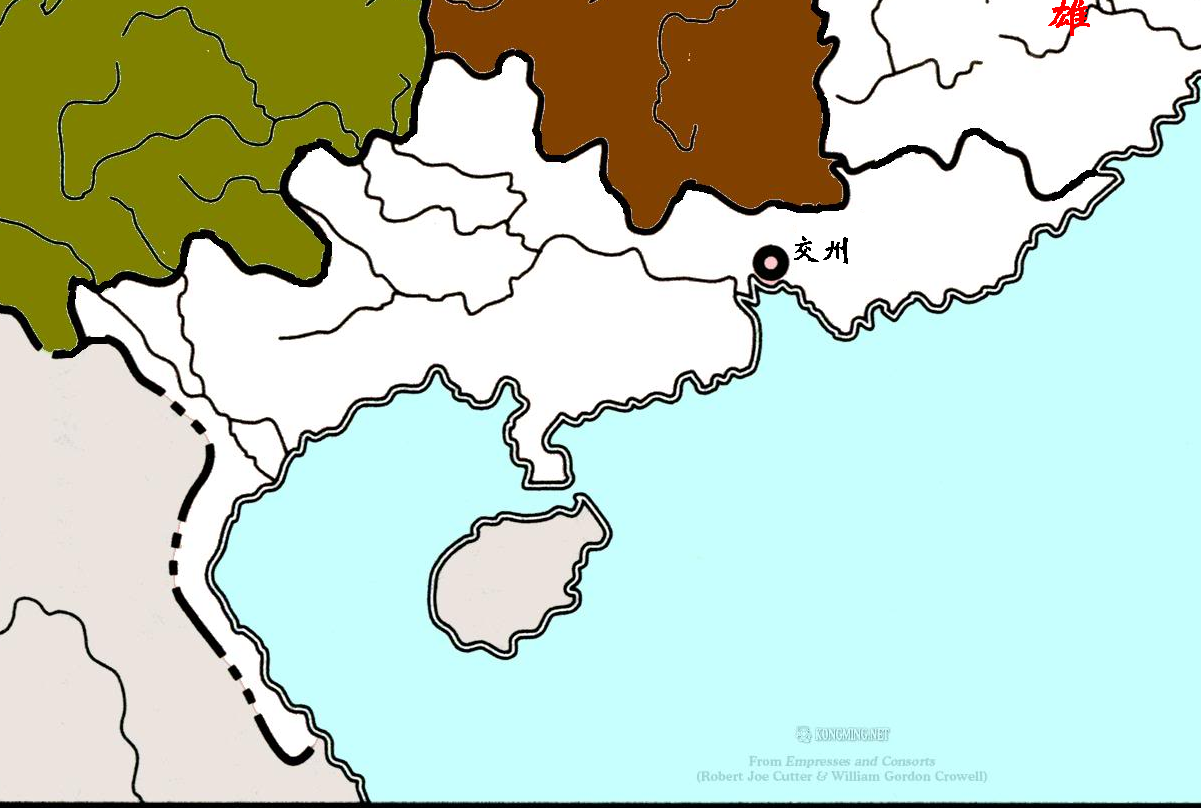
Bản đồ Giao Chỉ bộ thời Lưỡng Hán

Năm 111 TCN, Hán Vũ Đế tiêu diệt Nam Việt, chia lãnh thổ nước này làm 6 quận. Năm 106 TCN, lập thêm 3 quận mới, gộp chung vào gọi là bộ Giao Chỉ (cuối thời Đông Hán đổi thành Giao Châu). Chín quận đó bao gồm: Giao Chỉ, Cửu Chân, Nhật Nam, Đam Nhĩ, Châu Nhai (Đam Nhĩ và Châu Nhai nay thuộc đảo Hải Nam), Nam Hải, Hợp Phố, Uất Lâm, Thương Ngô (nay thuộc Quảng Tây và Quảng Đông).
Chế độ nhà Hán lấy châu lãnh quận, mỗi quận có một vị Thái thú để trông coi, lại đặt ra chức Châu thái thú nhằm quản lý những Thái thú đó, đến đời Hán Tuyên Đế đổi gọi là Thứ sử. Sang thời Hán Nguyên Đế, triều đình cho rằng chức vụ này ở dưới hàng đại phu mà lại trông coi việc các quan ăn lương tới hai nghìn thạch nên không phù hợp, vì thế mới thay đổi thành chức Châu mục. Chức này vào bậc lương hai nghìn thạch, địa vị liền dưới hàng cửu khanh. Bấy giờ, nhà Hán đã bỏ 2 quận ngoài đảo Hải Nam do ở ngoài biển xa xôi khó quản lý, bộ Giao Chỉ còn 7 quận. Đời Hán Ai Đế, bỏ chức Châu mục đổi lại là Thứ sử. Đời Hán Bình Đế lại đổi thành Châu mục. Năm 8, Vương Mãng lập ra nhà Tân, tuy nhiên triều đại này tồn tại ngắn ngủi nên không có gì đáng kể, các quan lại ở Giao Chỉ bộ vẫn trung thành với nhà Hán. Đời Hán Quang Vũ Đế lại đặt Thứ sử, mỗi Thứ sử đứng đầu coi giữ một châu, một châu trong đó thuộc về quan binh là Tư lệ hiệu úy. Tại các huyện, chế độ Lạc tướng cha truyền con nối của người Việt bị bãi bỏ, không còn được duy trì như trước. Thay vào đó, nhà Đông Hán đặt các Huyện lệnh để tăng cường cai trị các huyện. Đến đời Hán Linh Đế, vì uy quyền của Thứ sử quá nhẹ mà giặc giã nổi lên, do vậy nên đổi làm Mục bá, chọn các quan thượng thư vào hàng khanh bổ đi làm Châu mục. Không bao lâu, Hán Hiến Đế bỏ Giao Châu để thuộc về Kinh Châu, nhưng Châu mục là Lưu Biểu lại tự đặt ra chức Thứ sử. Như thế thì các chức quan cai trị có khi gọi là Thứ sử, có khi gọi là Châu mục, dẫu trước sau hoặc theo cũ hoặc thay đổi, tên gọi khác nhau, nhưng cũng vẫn là một chức quan đứng đầu coi các hàng châu quận. Khi nhà Hán đặt bộ Giao Chỉ, lỵ sở của Thứ sử đặt ở Liên Thụ (tức Luy Lâu), năm 106 TCN dời trị sở sang huyện Quảng Tín ở quận Thương Ngô. Đến năm 210, đóng lỵ sở ở huyện Phiên Ngung. Các quận Giao Chỉ, Cửu Chân và Nhật Nam tương đương với địa bàn Bắc Bộ và Bắc Trung Bộ và 1 phần duyên hải Nam Trung Bộ trên lãnh thổ hiện tại của Việt Nam. Thời Tây Hán, trị sở của Thái thú Giao Chỉ đặt tại Long Uyên (tức là Long Biên) và thời Đông Hán đặt tại Mê Linh (tức là Yên Lăng). Quận trị Cửu Chân đặt tại Tư Phố (nay thuộc Thanh Hóa), quận trị Nhật Nam đặt tại Tây Quyển.

### Danh sách người đứng đầu thời Bắc thuộc thứ nhất
| Họ tên            | Thời gian tại vị   | Chức vụ | Lý do mãn nhiệm |
| ----------------- | ------------------ | --- | --- |
| Đồ Thư            | 218 - 214 TCN      | Hiệu uý, tổng chỉ huy 50 vạn quân Tần tiến đánh Bách Việt | tử chiến |
| Sử Lộc            | 218 - 210 TCN      | Tướng nhà Tần, phụ trách việc đào ngòi vận lương để quân Tần tiến binh xuống Lĩnh Nam | không rõ kết cục |
| Nhâm Hiêu         | 222 TCN - 206 TCN  | Nam Hải quận uý | ốm chết. Sau khi qua đời, Triệu Đà thay thế chức vụ đã giết trưởng lại nhà Tần, tuyên bố ly khai khỏi Trung Nguyên, lập ra nước Nam Việt.                           |
| Triệu Đà          | 206 TCN - 179 TCN  | - Phò tá Nhâm Hiêu bình định Bách Việt - Huyện lệnh Long Xuyên, Nam Hải quận uý | tự xưng là Nam Việt Vũ Vương, tách khỏi nhà Tần |
| Lục Giả           | 202 TCN và 179 TCN | - Biện sĩ của nước Sở chuyên đi du thuyết các nước chư hầu. - Mang ấn tín sang Nam Việt để sắc phong Triệu Đà thời Hán Cao Tổ, và được Triệu Đà chấp nhận làm phên dậu cho nhà Hán. - Thái trung đại phu thời Hán Văn Đế, sang Nam Việt chiêu hàng Triệu Đà lần hai và cũng được Triệu Đà chấp thuận | hồi kinh phục mệnh |
| Chu Táo           | 181 TCN            | Lâm Lư hầu, theo lệnh Hán Cao Hậu mang quân tấn công sang Nam Việt, báo thù việc Nam Việt Văn Vương cướp phá mấy quận ở Trường Sa. | lui binh do thời tiết nắng to ẩm thấp, bệnh dịch bùng phát |
| Trang Trợ         | 137 TCN            | Sứ giả, được Hán Vũ Đế cử sang dụ vua Nam Việt | hồi kinh phục mệnh |
| An Quốc Thiếu Quý | 112 TCN            | Sứ giả, được Hán Vũ Đế cử sang Nam Việt dụ hàng. | bị giết bởi Lữ Gia vì tư thông với Cù thái hậu trong thời gian đi sứ ở Nam Việt                                                                                     |
| Chung Quân        | 112 TCN            | Gián nghị đại phu, được vua Hán cử làm biện sĩ theo An Quốc Thiếu Quý sang Nam Việt thuyết hàng. | bị giết sau khi triều đình Nam Việt quy hàng, và tể tướng Lữ Gia làm binh biến giết sạch đoàn sứ thần nhà Hán                                                       |
| Ngụy Thần         | 112 TCN            | dũng sĩ, được Hán Vũ Đế cử cùng đoàn sứ bộ sang Nam Việt dụ hàng | không rõ kết cục |
| Trang Sâm         | 112 TCN            | Trang Sâm được Hán Vũ Đế cử làm sứ giả đem 2000 người sang sứ Nam Việt chiêu an | bị cách chức do từ chối lệnh của Hán Vũ Đế |
| Hàn Thiên Thu     | 112 TCN            | tướng quốc của Tế Bắc, được Hán Vũ Đế hạ lệnh đem 2000 binh mã đánh sang Nam Việt sau khi đoàn sứ thần dụ hàng bị tiêu diệt, | tử trận khi bị Lữ Gia phục kích tiêu diệt khi đến thành Phiên Ngung, được vua Hán phong cho người con là Hàn Diên Niên tước Thành An hầu                            |
| Cù Lạc            | 112 TCN            | phó tướng được Hán Vũ Đế cử theo Hàn Thiên Thu sang chinh phạt Nam Việt. Cù Lạc là em Cù Thái hậu | tử trận, con là Cù Quảng Đức được phong làm Long hầu |
| Lộ Bác Đức        | 112 TCN - 111 TCN  | Phục Ba tướng quân, được Hán Vũ Đế phái đi đánh nước Nam Việt, tiếp đó chiếm ra đảo Hải Nam lập 2 quận mới | bị giáng chức làm Cường lỗ đô uý vì phạm pháp, rồi lâm bệnh chết |
| Dương Bộc         | 112 TCN - 111 TCN  | Chủ tước đô uý, Lâu thuyền tướng quân đốc xuất thủy quân từ Dự Chương xuống đường Hoành Phố đánh chiếm Nam Việt | được phong Tương Lương hầu sau chiến công ở Nam Việt; sau cùng Tuân Trệ đem binh đánh Vệ Mãn Triều Tiên vi phạm kỷ luật bị giáng làm thứ dân, kết cục mắc bệnh chết |
| Kiệt Hầu          | 112 TCN - 111 TCN  | Tướng người Nam Việt, đã đầu hàng nhà Hán và được phong Qua thuyền tướng quân | chuyển công tác |
| Điền Giáp         | 112 TCN - 111 TCN  | Hạ lại tướng quân, được Hán Vũ Đế điều động khởi binh từ Thương Ngô đánh sang Nam Việt, nhưng khi đến Phiên Ngung khi Lộ Bác Đức và Dương Bộc đã đánh bại nước ấy rồi | chuyển công tác |
| Hà Di             | 112 TCN - 111 TCN  | Trì nghĩa hầu | chuyển công tác |
| Tô Hoàng          | 112 TCN - 111 TCN  | Hải thường hầu | chuyển công tác |
| Tôn Đô            | 112 TCN - 111 TCN  | Lân thái hầu | chuyển công tác |
| Cư Ông            | 112 TCN - 111 TCN  | Tương thành hầu | chuyển công tác |
| Cư Ông            | 111 TCN - 107 TCN  | quan sứ của Nam Việt, thái thú Giao Chỉ | |
| Cư Ông            | 111 TCN - 107 TCN  | quan sứ của Nam Việt, thái thú Cửu Chân | |
| Thạch Đới         | 106 TCN - ?        | Thái thú 9 quận khi nhà Hán lập thêm 3 quận mới nhập với 6 quận của nước Nam Việt gọi là bộ Giao Chỉ | mất vào thời Hán Chiêu Đế, không rõ năm. |
| Chu Chương        | thời Hán Chiêu Đế  | Châu Thái thú | |
| Ngụy Lãng         | thời Hán Tuyên Đế  | Thứ sử Giao Chỉ bộ | |
| Ích Cư Xương      | ? - 54 TCN         | Thứ sử Giao Chỉ bộ | |
| Đặng Huân         | thời Hán Nguyên Đế | Quan mục Giao Chỉ bộ | |
| Tích Quang        | 1 - 33             | Thái thú Giao Chỉ | |
| Đặng Nhượng       | 8 - 29             | Quan mục Giao Chỉ bộ | |
| Nhâm Diên         | 25 - 29            | Thái thú Cửu Chân | về kinh |
| Tô Định           | 34 - 40            | Thái thú Giao Chỉ | bị trục xuất |
| Đặng Thi Sách     | ? - 39             | huyện lệnh Chu Diên | bị giết |

### Danh sách người đứng đầu thời Bắc thuộc lần hai
| Họ tên       | Thời gian tại vị   | Chức vụ | Lý do mãn nhiệm |
| ------------ | ------------------ | --- | --- |
| Mã Viện      | 41 - 45            | Phục Ba tướng quân | hồi kinh |
| Lưu Long     | 41 - 45            | Phù lạc hầu | hồi kinh |
| Đoàn Chí     | 41 - 42            | Lâu thuyền tướng quân, theo Mã Viện sang Giao Chỉ | bệnh chết khi quân kéo đến Hợp Phố, Mã Viện được lệnh chỉ huy luôn cánh quân này                                                                                             |
| Lý Thiện     | thời Hán Minh Đế   | Thái thú Nhật Nam, Thái thú Cửu Chân | bệnh mất khi trước khi nhậm chức Thái thú Cửu Chân |
| Trương Trọng | thời Hán Minh Đế   | cối kế quận Nhật Nam | thăng chức làm Thái thú Kim Thành |
| Trương Khôi  | thời Hán Minh Đế   | Thái thú Giao Chỉ | bị cách chức vì tội ăn hối lộ, của cải bị tịch thu vào ngân khố quốc gia |
| Hồ Cống      | thời Hán Chương Đế | Đô uý quận Giao Chỉ | |
| Chu Xưởng    | ? - 136            | Thái thú Giao Chỉ, Thứ sử Giao Chỉ bộ | không rõ kết cục |
| Phàn Diễn    | 137                | Thứ sử Giao Chỉ bộ | Không đánh dẹp được khởi nghĩa Khu Liên và không rõ kết cục |
| Giả Xương    | 138 - 139          | Thị ngự sử | hồi kinh |
| Trương Kiều  | 138 - ?            | Thứ sử Giao Chỉ bộ | |
| Chúc Lương   | 138 - 141          | Thái thú Cửu Chân | |
| Hạ Phương    | 144 và 160 - ?     | Thái thú Cửu Chân, Thứ sử Giao Chỉ bộ | chuyển công tác |
| Lưu Tảo      | 145 - ?            | Thái thú Cửu Chân | không rõ kết cục |
| Dương Phò    |                    | Thứ sử Giao Chỉ bộ | |
| Nghê Thức    | ? - 157            | Thái thú Cửu Chân | tử trận khi đánh dẹp khởi nghĩa Chu Đạt. Vua Hán hạ chiếu ban thưởng 60 vạn quan tiền, cho hai người con làm quan Lang Trung                                                 |
| Nguỵ Lãng    | 157 - ?            | - Trước làm huyện lệnh Bành Thành - Đô uý quận Cửu Chân (được phong nhờ công đánh dẹp khởi nghĩa Chu Đạt)                                                                  | hồi kinh về triều làm Thượng thư, kết cục phải tự sát vì là đồng đảng của Đậu Vũ                                                                                             |
| Chúc Điềm    | 159-160            | Thứ sử Giao Chỉ bộ (bị giáng chức vì xúc phạm vua) | chết |
| Sĩ Tứ        | thời Hán Hoàn Đế   | Thái thú Nhật Nam | chết |
| Ngu Thiều    | thời Hán Linh Đế   | Thái thú Nhật Nam, có ân huệ với dân được ca tụng | chết, có con là Ngu Phiên là khai quốc công thần nhà Đông Ngô |
| Cát Kỳ       | 163                | Thứ sử Giao Chỉ bộ | bị trúng ổ phục kích khi đánh dẹp giặc cỏ ở Giao Chỉ và bị bắt sống, không rõ kết cục ra sao                                                                                 |
| Đinh Cung    | thời Hán Hoàn Đế   | Thứ sử Giao Chỉ bộ | hồi kinh |
| Trương Bàn   | 158 - 166          | Thứ sử Giao Chỉ bộ | |
| Chu Ngung    | 178-181 và 182-183 | Mục thú Giao Chỉ, Thứ sử Giao Chỉ bộ | bị sát hại |
| Chu Tuấn     | 181                | Thứ sử Giao Chỉ bộ | hồi kinh |
| Giả Tông     | 184 - 186          | Thứ sử Giao Chỉ bộ | hồi kinh |
| Lý Tiến      | 187 - 189          | - Công Tào ở quận Giao Chỉ, sau thăng lên chức Kị đô uý. - Thái thú Linh Lăng (được phong chức nhờ công đánh tan quân Man ở Kinh châu) - Thứ sử Giao Chỉ bộ, thay Giả Tông | không rõ kết cục |
| Chu Thặng    |                    | Thứ sử Giao Chỉ bộ, không rõ đời vua Hán nào, có công dẹp bọn cường hào ác bá khiến hơn 30 viên tham quan phải mất chức                                                    | không rõ kết cục |
| Kiển Lan     |                    | Thái thú Giao Chỉ, không rõ đời vua Hán nào | không rõ kết cục |
| Lại Tiên     |                    | Thái thú Giao Chỉ, không rõ đời vua Hán nào | không rõ kết cục. Đời nhà Nguyên có quan An Vũ Sứ nội phụ tên Lại Ích Quy là hậu duệ của ông, và ông cũng là thủy tổ dòng họ Lại ở Việt Nam.                                 |
| Hoàng Cái    | thời Hán Linh Đế   | Thái thú Nhật Nam, trước là Thái thú Nam Hải | vì đánh chết người chủ bạ do không được đón tiếp long trọng khi nhậm chức nên bị dân chúng bạo động đánh đuổi; sau theo Tôn Kiên trở thành công thần khai quốc của Đông Ngô. |
| Sĩ Vĩ        | 207 - 227          | Thái thú Cửu Chân | giáng chức |
| Chu Phù      | 190 - 200          | Thứ sử Giao Chỉ bộ | bị trục xuất |
| Ngu Bao      | ? - 200            | trưởng lại ở Giao Châu | bị trục xuất |
| Lưu Nghiệm   | ? - 200            | trưởng lại ở Giao Châu | bị trục xuất |
| Trương Tân   | 201 - 206          | Thứ sử Giao Châu | bị giết |
| Khu Cảnh     |                    | võ tướng ở Giao Châu | |
| Di Liêu      | thời Hán Hiến Đế   | bộ tướng ở Giao Chỉ | bị Bộ Chất trừ khử |
| Tiền Bác     | thời Hán Hiến Đế   | bộ tướng ở Giao Chỉ | bị Bộ Chất trừ khử |
| Lại Cung     | 206                | Thứ sử Giao Châu | bị đánh đuổi |
| Ky Vô Hạp    | 207-208            | Thứ sử Giao Châu | |
| Hấn Tông     | 209                | Thứ sử Giao Châu | |
| Đam Manh     | thời Hán Hiến Đế   | Thái thú Cửu Chân | bị giết |
| Chu Kinh     | thời Hán Hiến Đế   | | |
| Phan Hâm     | thời Hán Hiến Đế   | quan Công tào ở Cửu Chân | bị giết |
| Phan Miêu    | thời Hán Hiến Đế   | | |
| Chu Trị      | 202 - 222          | Thái thú Cửu Chân | chuyển công tác |
| Bộ Chất      | 210 - 220          | Thứ sử Giao Châu | Chuyển công tác |
| Sĩ Nhiếp     | 187 - 226          | Thái thú Giao Chỉ, Tổng đốc 7 quận | mất vì tuổi già |
| Sĩ Huy       | 227                | Thái thú Cửu Chân, Thứ sử Giao Châu | bị giết |
| Trương Mân   | thời Hán Hiến Đế   | thuộc lại ở Giao Chỉ | |
| Trình Bỉnh   | thời Hán Hiến Đế   | trưởng sử ở Giao Chỉ | thăng chức |
| Hoàn Lân     | ? - 227            | thuộc lại ở Giao Chỉ | bị đánh chết |
| Hoàn Trị     | thời Ngô Đại Đế    | phản tướng ở Giao Châu | |
| Hoàn Phát    | thời Ngô Đại Đế    | phản tướng ở Giao Châu | cùng với bác là Hoàn Trị hưng binh báo thù cha là Hoàn Lân nhưng không thắng được Sĩ Huy đành cấp nhận giảng hòa, không rõ kết cục thế nào                                   |
| Sĩ Khuông    | 210 - 227          | trung lang tướng | hàng Lã Đại |
| Sĩ Chi       | 210 - 227          | trung lang tướng | bị giết |
| Sĩ Cán       | 210 - 227          | trung lang tướng | bị giết |
| Sĩ Tụng      | 210 - 227          | trung lang tướng | bị giết |
| Đái Lương    | 227                | Thứ sử Giao Châu | bị cự tuyệt |
| Trần Thời    | 227                | Thái thú Giao Chỉ | bị cự tuyệt |
| Cam Lễ       | thời Ngụy Văn Đế   | võ tướng ở Giao Chỉ | bị đánh bại |

## ThờiTam Quốc-Lưỡng Tấn(220 - 420)

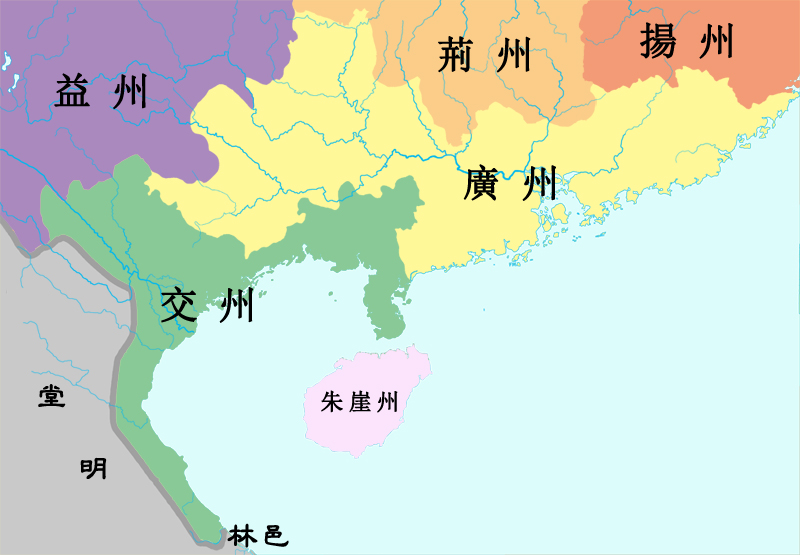
Giao Châu (màu xanh) và Quảng Châu (màu vàng) thời Đông Ngô

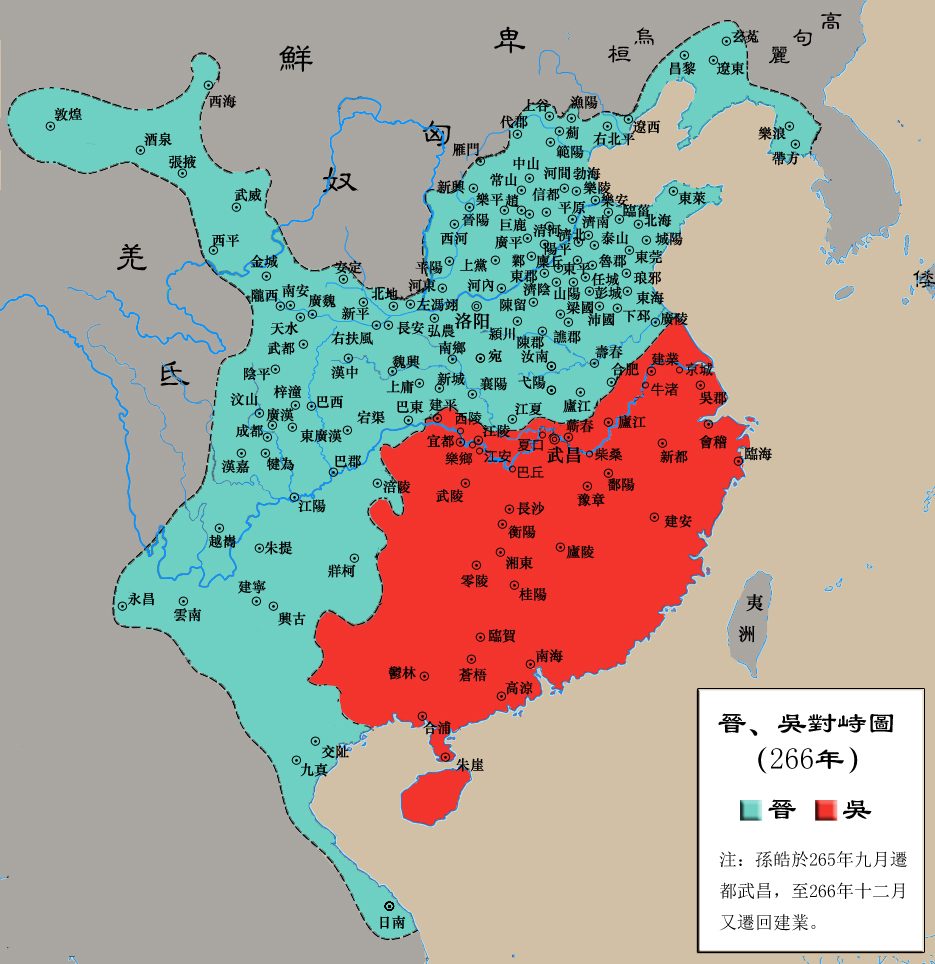
chiến dịch Giao-Quảng (263 - 271)

Cuối thế kỉ thứ II, nhà Đông Hán sụp đổ, quần hùng nổi dậy, bấy giờ Giao Châu trực thuộc Kinh Châu. Lúc ấyấy, huyện Tượng Lâm của quận Nhật Nam đã tách ra để thành lập nước Lâm Ấp. Năm 207, Tào Tháo can thiệp vào Giao Châu, phong Thái thú Giao Chỉ là Sĩ Nhiếp làm Tổng đốc cả bảy quận. Sau trận Xích Bích, Lưu Bị có giai đoạn khống chế được Kinh Châu nên cũng cử quan lại sang coi sóc Giao Châu. Đến năm 210, Tôn Quyền đặt chức Thứ sử Giao Châu, chiếm giữ địa bàn trọng yếu này. Năm 221, Lưu Bị nối tiếp chính thống nhà Hán, mà Tôn Quyền lúc đó vẫn chỉ là lãnh chúa, tước Ngô hầu nên không công nhận Giao Châu thuộc Ngô và vẫn đặt chức Thứ sử trên danh nghĩa. Sĩ Nhiếp thuần phục các Thứ sử do Đông Ngô điều sang, đồng thời cũng khéo ngoại giao với nhà Thục Hán để giữ thế cân bằng. Bấy giờ Lai Hàng (thời Thục Hán gọi là Nam Trung) chưa có cơ sở hành chính (đến đầu đời Tấn, đất ấy mới được đặt là Ninh Châu), Lưu Bị đặt chức đô đốc để coi sóc mọi việc, đó cũng là trị sở của Thứ sử Giao Châu nhà Thục Hán. Sau khi Sĩ Nhiếp chết, Đông Ngô chia Giao Châu ra làm 2 châu: Quảng Châu gồm các quận: Nam Hải, Uất Lâm, Thương Ngô (trị sở tại Phiên Ngung, nay là thành phố Quảng Châu) và Giao Châu (mới) gồm các quận Giao Chỉ, Cửu Chân, Nhật Nam, Hợp Phố (trị sở tại Long Biên). Khi dẹp tan loạn Sĩ Huy, Đông Ngô lại hợp nhất Quảng Châu với Giao Châu như cũ. Năm 229, do sách lược của thừa tướng Gia Cát Lượng "liên Ngô kháng Ngụy", nhà Thục Hán mới công nhận Giao Châu thuộc về Ngô. Năm 263, Lã Hưng làm chính biến dâng Giao Châu cho nhà Ngụy. Năm 264, Đông Ngô tái lập Quảng Châu. Năm 265, nhà Tấn thay thế nhà Ngụy, Giao Châu trở thành địa bàn tranh chấp giữa Tấn và Ngô. Năm 271, Ngô giành lại Giao Châu và lập thêm 3 quận: Tân Hưng (tách ra từ Giao Chỉ, đời Tấn đổi thành Tân Xương, nay thuộc Sơn Tây), Vũ Bình (tách ra từ Giao Chỉ, nay thuộc Hưng Yên) và Cửu Đức (tách ra từ Cửu Chân, nay thuộc Hà Tĩnh). Năm 280, Tấn diệt Ngô, các đơn vị hành chính trên được giữ nguyên đến hết đời Tấn.
| Họ tên        | Tại vị                             | Chức vụ                                        | Lý do mãn nhiệm |
| ------------- | ---------------------------------- | ---------------------------------------------- | --- |
| Lã Đại        | 220 - 231                          | Thứ sử Giao Châu, Giao châu mục                | hồi kinh |
| Lý Khôi       | 221 - 229                          | Lai Hàng đô đốc kiêm Giao Châu thứ sử          | chuyển công tác |
| Tiết Tống     | 231 - ?                            | Thái thú Giao Chỉ                              | |
| Ngô Mạc       | thời Ngô Đại Đế                    | Thái thú Giao Chỉ                              | |
| Lục Dận       | 248 - 258                          | Thứ sử Giao Châu kiêm An Nam hiệu uý           | hồi kinh |
| Cốc Lãng      |                                    | Thái thú Cửu Chân                              | |
| Kỳ Vô Hậu     |                                    | Thứ sử Giao Châu                               | |
| Đào Cơ        |                                    | Thứ sử Giao Châu                               | |
| Tôn Tư        | 258 - 263                          | Thái thú Giao Chỉ                              | bị giết |
| Đặng Tuân     | 263                                | Sát chiến                                      | bị giết |
| Lã Hưng       | 263                                | An Nam tướng quân, đô đốc Giao Châu            | bị giết |
| Lý Thống      | Thời Ngô Cảnh Đế                   | quan Công Tào ở Giao Chỉ                       | |
| Trần Tập      | 264 - 267                          | Quan mục Giao châu, Thứ sử Giao châu           | |
| Hoắc Dặc      | 264 - 270                          | Thứ sử Giao Châu                               | chết |
| Thoán Cốc     | 264                                | Thái thú Giao Chỉ                              | chết |
| Mã Dung       | 265                                | Thái thú Giao Chỉ                              | chết |
| Ngô Hưng      | 266                                |                                                | |
| Dương Tắc     | 266 - 271                          | Thái thú Giao Chỉ, Thứ sử Giao Châu            | bị bắt |
| Lưu Tuấn      | 268                                | Thứ sử Giao Châu                               | tử trận |
| Tu Tắc        | 268                                | Đô đốc Giao Châu                               | tử trận |
| Cố Dung       | 268                                | Tướng quân                                     | rút quân |
| Đổng Nguyên   | 268 - 271                          | Thái thú Cửu Chân                              | Tử trận |
| Mao Cảnh      | 271                                | Thái thú Giao Chỉ                              | Tử trận |
| Vương Tố      | 271                                | Thái thú Cửu Chân                              | |
| Giải Hệ       | ? - 271                            | bộ tướng ở quận Cửu Chân                       | bị giết |
| Giải Tượng    | thời Ngô Mạt Đế                    | bộ tướng ở Giao Châu                           | |
| Lý Tùng       | 271                                | bộ tướng ở Giao Châu                           | bị quân Ngô bắt |
| Thoán Năng    | 271                                | bộ tướng ở Giao Châu                           | bị quân Ngô bắt |
| Mạnh Cán      | thời Tấn Vũ Đế                     | Thái thú Nhật Nam                              | |
| Mạnh Thông    | thời Tấn Vũ Đế                     | Nha môn tướng                                  | |
| Lý Tộ         | thời Tấn Vũ Đế                     | Công Tào quận Cửu Chân                         | |
| Lê Minh       | thời Ngô Mạt Đế                    | bộ tướng ở Giao Chỉ                            | |
| Ngu Phiếm     | 269 - 271                          | Thứ sử Giao Châu                               | chết |
| Tiết Hủ       | 269 - 271                          | Uy Nam tướng quân                              | hồi kinh |
| Lý Húc        | 269 - 270                          | Giám quân                                      | bị xử tử |
| Từ Tồn        | 269 - 270                          | Đốc quân                                       | bị xử tử |
| Phùng Thỉ     | 269                                | Tướng dẫn đường thủy                           | bị giết |
| Lương Kỳ      | 271                                | Võ tướng ở Phù Nghiêm                          | |
| Đào Hoàng     | 271 - 300                          | Tiền bộ Đô đốc Giao Châu, Thứ sử Giao Châu     | chết |
| Đào Dung      | 280                                | Sứ giả                                         | |
| Tu Doãn       | thời Ngô Mạt Đế                    | Thứ sử Giao Châu                               | chuyển công tác |
| Thạch Sùng    | thời Tấn Vũ Đế                     | Nam Man hiệu uý kiêm Giao Chỉ thái phòng sứ    | chuyển công tác |
| Ngô Ngạn      | 300 - 311                          | Thứ sử Giao Châu                               | xin nghỉ |
| Cố Bí         | 312 - 315                          | Thứ sử Giao Châu                               | chết |
| Cố Sâm        | 315 - 317                          | Thứ sử Giao Châu                               | chết |
| Cố Thọ        | 317                                | Thứ sử Giao Châu                               | bị sát hại |
| Hồ Triệu      | ? - 317                            | Trưởng sử ở Giao Châu                          | bị giết |
| Lương Thạc    | 317 - 323                          | Thái thú Tân Xương, Thái thú Giao Chỉ          | bị chém chết |
| Vương Đôn     | 317 - 324                          | Đô đốc chinh thảo lục châu chư quân sự         | chết |
| Đào Khản      | 318 - 324                          | Đô đốc Giao Châu chư quân sự, Thứ sử Giao Châu | chuyển công tác |
| Đào Oai       | 317 - 319                          | Thứ sử Giao Châu                               | chết |
| Đào Thục      | 320                                | Thứ sử Giao Châu                               | chết |
| Đào Tuy       | 321 - 322                          | Thứ sử Giao Châu                               | |
| Vương Cơ      | 322                                | Thứ sử Giao Châu                               | bị đánh bại |
| Đỗ Hoằng      | 322                                | Thứ sử Giao Châu                               | |
| Đỗ Tán        | ? - 322                            | quan Tư Mã ở Giao Chỉ                          | |
| Lưu Trầm      | 322                                | Tú tài ở Giao Châu                             | bị bắt |
| Ôn Thiệu      | 322                                | Bộ tướng ở Quảng Châu                          | bị giết |
| Tu Trạm       | 322                                | Thứ sử Giao Châu, Thái thú Cửu Chân            | bị xử tử |
| Vương Lượng   | 322 - 323                          | Thứ sử Giao Châu                               | bị giết |
| Cao Bảo       |                                    | Tham quân                                      | |
| Nguyễn Phóng  | 325                                | Thứ sử Giao Châu kiêm Dương oai tướng quân     | chết |
| Biện Triền    |                                    | Thái thú Giao Chỉ                              | |
| Chử Đào       |                                    | Thái thú Cửu Chân                              | |
| Trương Liễn   | 326 - 328                          | Thứ sử Giao Châu                               | |
| Tăng Khối     | 328                                |                                                | |
| Hạ Hầu Lãm    | đời Tấn Mục Đế, niên hiệu Vĩnh Hòa | Thái thú Nhật Nam                              | Bị vua Lâm Ấp là Phạm Văn đem quân tấn công giết chết và chiếm lĩnh luôn quận Nhật Nam Thời tại chức bị phê bình là say rượu quá độ gây rối loạn công việc. |
| Chu Phiên     | ? - 347                            | Thứ sử Giao Châu                               | |
| Lưu Hùng      | đời Tấn Mục Đế                     | quan Đốc Hộ                                    | |
| Đằng Tuấn     | đời Tấn Mục Đế                     | quan Đốc Hộ                                    | |
| Dương Bình    | 348 - 352                          | Thứ sử Giao Châu                               | |
| Nguyễn Phu    | 353 - 356                          | Thứ sử Giao Châu                               | |
| Châu Phụ      | 357 - ?                            | Thứ sử Giao Châu                               | |
| Ôn Phóng Chi  | 357 - 360                          | Thứ sử Giao Châu                               | chết |
| Đỗ Bảo        | ? - 359                            | Thái thú Giao Chỉ                              | bị giết |
| Nguyễn Lãng   | ? - 359                            | quan Biệt Giá                                  | bị giết |
| Đằng Hàm      | 361 - ?                            | Thứ sử Giao Châu                               | |
| Cát Hồng      |                                    | huyện lệnh Câu Lậu                             | |
| Khương Tráng  |                                    | Thứ sử Giao Châu                               | |
| Phó Vĩnh      |                                    | Thái thú Giao Chỉ                              | |
| Đằng Tốn      |                                    | Thứ sử Giao Châu                               | |
| Lý Tốn        | 375 - 381                          | Thái thú Cửu Chân                              | bị chém chết |
| Đặng Độn Chỉ  | 381 - ?                            | Thứ sử Giao Châu                               | chuyển công tác |
| Đỗ Viện       | ? - 410                            | Thái thú Giao Chỉ, Thứ sử Giao Châu            | chết |
| Quế Nguyên    | ? - 399                            | Thái thú Nhật Nam                              | bị giặc bắt |
| Tào Bính      | ? - 399                            | Thái thú Cửu Đức                               | bị giặc bắt |
| Đặng Dật      | đời Tấn An Đế                      | quan Đốc Hộ                                    | |
| Đỗ Tuệ Độ     | 410 - 423                          | Thái thú Cửu Chân, Thứ sử Giao Châu            | chết |
| Đỗ Huệ Kỳ     |                                    | Thái thú Giao Chỉ                              | |
| Đỗ Chương Dân |                                    | Thái thú Cửu Chân                              | |
| Lư Tuần       | ? - 411                            | Thứ sử Quảng Châu                              | tự tử |
| Lý Thoát      | ? - 411                            | bộ tướng ở Cửu Chân                            | bị chém chết |
| Chân Tri      | 413                                | Giao long vương                                | bị chém chết |
| Phạm Kiện     | 413                                | võ tướng của Lâm Ấp                            | tử trận |
| Na Năng       | 413                                | bộ tướng ở Lâm Ấp                              | bị bắt |
| Giang Du      | thời Tấn Cung Đế                   | Trưởng sử ở Giao Châu                          | |
| Đỗ Hoằng Văn  | 417 - 427                          | Thái thú Cửu Chân, Thứ sử Giao Châu            | hồi kinh |

## Thời Nam Triều (420 - 589)
Đầu thế kỉ thứ V, nhà Tống thay nhà Đông Tấn thống trị phương nam Trung Quốc, bấy giờ ở phương bắc nhà Ngụy cũng chấm dứt giai đoạn Ngũ Hồ thập lục quốc. Một cục diện cát cứ mới đã xuất hiện, sử gọi đó là thời Nam Bắc triều. Thời kỳ này, Nam triều nối tiếp nhà Tấn thống trị Giao Châu gồm: Tống, Tề, Lương, Trần. Năm 471, nhà Tống tách quận Hợp Phố khỏi Giao Châu và hợp với một số quận khác của Quảng Châu thành lập Việt Châu, lại đặt quận Tống Bình tách từ quận Giao Chỉ và đặt thêm quận Nghĩa Xương. Việc quân sự ở Giao châu thường giao cho Thứ sử Quảng châu kiêm giữ; còn các chức quận huyện quan thì do Thứ sử Giao Châu tự ý bổ nhiệm. Thời Lương Vũ Đế cải cách hành chính trong nước, chia đất đặt thêm nhiều châu nhỏ, trong đó tại Giao châu chia quận Giao Chỉ đặt ra Hoàng châu và quận Ninh Hải; lấy quận Cửu Chân lập ra Ái châu; lấy quận Nhật Nam đặt ra Đức châu, Lợi châu và Minh châu. Người đứng đầu Giao Châu vẫn là Thứ sử, phụ trách chung toàn bộ công việc của các quận trực thuộc. Tại từng quận, các triều đại này vẫn có một viên Thái thú coi việc dân sự và một viên Đô úy coi việc quân sự như trước. Giai đoạn này, thủ phủ Giao Châu nằm ở huyện Long Uyên
- Vương Huy (427-430)

Vương Huy (Toàn thư chép là Vương Huy Chi), trước giữ chức Đình uý, được nhà Tống cử sang thay thế Đỗ Hoằng Văn làm Thứ sử Giao Châu
- Lưu Nghĩa Khang

Lưu Nghĩa Khang tên lúc nhỏ là Xa Tử, người Tuy Lý, Bành Thành, là con trai thứ tư của Tống Vũ đế Lưu Dụ. Trong năm Nguyên Gia (424-453) đời Tống Văn Đế, làm Đô Đốc quân sự cả Châu Giang, Châu Giao và Châu Quảng.
- Nguyễn Di Chi (431-432)

Nguyễn Di Chi làm Thứ sử Giao Châu, năm 431 vua Lâm Ấp là Phạm Dương Mại trực tiếp dẫn quân kéo vào quận Cửu Chân, Di Chi hưng binh công phá. Kịp lúc vượt biển gặp gió to, đến ba ngày mà không tìm được chỗ nghỉ ngơi, đêm lại gặp giặc ở bãi Thọ Lệnh, quân thủy của Dương Mại tới đánh đông đến 500 chiếc thuyền. Di Chi bắn trúng người lái thuyền của Dương Mại, nên thuyền giặc tan vỡ, có chiếc thuyền nhỏ đến chở Dương Mại chạy trốn. Di Chi bị gió phiêu bạt hơn 100 dặm, liệu thế không thắng được, bèn trở về Bắc.
- Nguyễn Vô Chi

Nguyễn Vô Chi (có sách chép là Nguyễn Di Chi) tự Đạo Sinh, giữ chức đội chủ, là bộ tướng của Thứ sử Nguyễn Di Chi, lợi dụng lúc vua Lâm Ấp là Phạm Dương Mại kéo binh xâm nhập Giao Châu, Vô Chi lĩnh 7000 quân sĩ đánh úp thành Khu Túc (Cương mục chép là Khu Lật) của nước Lâm Ấp nhưng không được đành quay trở lại.
- Lý Tú Chi

Lý Tú Chi vốn giữ chức Hữu quân Tham quân, năm 433, giữ chức Thứ sử Giao Châu thay Nguyễn Di Chi.
- Lý Đam Chi

Lý Đam Chi chưa rõ chức vụ gì, cai trị 434 - 435
- Cẩu Đạo Phúc

Cẩu Đạo Phúc (có sách chép là Từ Dạo Phúc), chưa rõ chức vụ gì, cai trị 435 - 437
- Từ Xâm Chi

Từ Xâm Chi chưa rõ chức vụ gì, cai trị 437 - 443
- Đàn Hoà Chi (443 - 445)

Đàn Hoà Chi người đất Kim Hương thuộc Cao Bình, từng giữ chức Long Nhương tướng quân, Thứ sử Giao Châu. Năm 436, vua Lâm Ấp là Phạm Dương Mại lại xua quân sang cướp phá quận Cửu Chân. Hoà Chi phụng mệnh vua Tống dẹp loạn, ông sai Hộ tào tham quân của phủ là bọn Khương Trọng Cơ đi trước đến gặp Dương Mại, bị Dương Mại bắt giữ. Hòa Chi giận, tiến vây tướng của Lâm Ấp là Phạm Phù Long ở thành Khu Túc. Dương Mại sai tướng là Phạm Côn Sa Đạt đến cứu. Hoà Chi cử Tông Xác lén đem quân đón đánh Sa Đạt, phá tan được. Sau đó, Hòa Chi hạ thành Khu Túc, chém Phù Long, thừa thắng tiến vào Tượng Phố. Đàn Hòa Chi nhờ công này được nhận chức Hoàng môn thị lang, lãnh Việt kị hiệu úy, Hành Kiến vũ tướng quân. Sau này, Đàn Hòa Chi chuyển công tác, do can tội say rượu và nhũng loạn của công, bị bãi chức. Lúc bị bệnh, thấy ma quỷ rợ Hồ hiện hình hành hạ, rồi chết.
- Khương Trọng Cơ

Khương Trọng Cơ là tham quân trong phủ Thứ sử Giao Châu, được Đàn Hoà Chi cử sang Lâm Ấp hoà đàm, bị người Lâm Ấp bắt giữ, không rõ kết cục thế nào
- Tiêu Cảnh Hiến (446 - 454) và 445

Tiêu Cảnh Hiến giữ chức Tư mã, cùng Đàn Hòa Chi dẫn binh chinh phạt Lâm Ấp, lập nhiều chiến công hiển hách
- Tông Xác

Tông Xác tự Nguyên Thiên, người quận Nam Dương, giữ chức Trấn Vũ tướng quân, lĩnh ấn tiên phong trong cuộc chinh phạt Lâm Ấp đã khéo bày cách làm hình Sư tử để chống nhau với voi dữ của nước này. Quân Lâm Ấp thua to, Phạm Dương Mại chạy thoát, thu được đồ châu báu lạ không biết bao nhiêu mà kể. Riêng Tông Xác không lấy một thứ gì, ngày về nhà cũng chỉ có khăn áo xác xơ.
- Phạm Phù Long

Phạm Phù Long (Tấn thư chép là Phạm Phù Long Đại, Việt sử lược chép là Phạm Phục Long) là võ tướng của Lâm Ấp, bị vây hãm ở thành Khu Túc nên phải cầu viện binh. Vua Lâm Ấp cử Phạm Côn Sa Đạt đến cứu thì bị tướng nhà Tống là Tông Xác đón đánh phải bỏ chạy, sau khi thành Khu Túc bị hạ thì bị Đàn Hòa Chi chém chết.
- Phạm Côn Sa Đạt

Phạm Côn Sa Đạt là võ tướng của Lâm Ấp, được vua Lâm Ấp phái đi cứu Phạm Phù Long. Trên đường đi gặp phải phục binh của Tống Xác đánh cho tan tác, không rõ kết cục thế nào?
- Hoàn Hoằng (454 - 456)

Hoàn Hoằng (có sách ghi là Hoàn Phiệt) tự Thúc Duật, làm Thứ sử Giao Châu nhà Tống, tiền của kể đến hàng vạn, vì vua Hiếu Võ có tính tham của cải, hễ có người nào làm quan ăn lương 2.000 thạch (tức chức Thái thú) khi bãi chức về nước, thì bắt theo hạn định mà nạp của cải và đánh bạc.
- Viên Hoành

Viên Hoành chưa rõ chức vụ gì, cai trị vào năm 455
- Phi Yên

Phi Yên chưa rõ chức vụ gì, cai trị vào năm 456 - 458
- Viên Lãng

Viên Lãng chưa rõ chức vụ gì, cai trị vào năm 458 - 462
- Đàn Dực Chi

Đàn Dực Chi chưa rõ chức vụ gì, cai trị vào năm 462 - 465
- Nguyễn Phiên

Nguyễn Phiên chưa rõ chức vụ gì, cai trị vào năm nào?
- Nguyễn Nghiên

Nguyễn Nghiên làm Thứ sử Giao Châu về thời nhà Tống, chưa rõ chính xác tại vị năm nào, viết chữ thảo rất tốt.
- Trương Mục Chi (465 - 468)

Trương Mục Chi tự Tư Tịnh, thân sinh của bà Trương Hậu nhà Lương, lúc trẻ tuổi là người đúng đắn, và hoà nhã, giữ chức Tán kỵ Thị lang, sau xin làm Thái thú quận Giao Chỉ, có chính tích hay.
- Lưu Mục (? - 468)

Lưu Mục (có sách chép là Trương Mục), giữ chức Thứ sử Giao Châu, bị bệnh chết năm 468, các bộ thuộc đem từ Trung Hoa sang đều bị người trong châu là Lý Trường Nhân thanh trừng
- Ngô Hỷ (468)

Ngô Hỷ người Lâm An, Ngô Hưng, còn có tên là Hỷ Công. Tham gia bình định được Kinh Châu, được thăng làm Tiền quân tướng quân, tăng ấp 300 hộ. Năm 468, đổi phong Đông Hưng huyện hầu, hộ ấp như trước, tiếp tục làm Sứ trì tiết, Đốc chư quân sự của Giao Châu, 2 quận Úc Lâm, Ninh Phổ thuộc Quảng Châu, Phụ quốc tướng quân, Giao Châu thứ sử thay thế cho Lưu Mục nhưng không nhận chức.
- Tông Phụng Bá (468)

Tông Phụng Bá được Tống đế phong làm Thứ sử Giao Châu bởi Ngô Hỷ từ chối chức vụ này, tuy nhiên Phụng Bá cũng không dám sang bởi lúc đó ở Giao Châu có Lý Trường Nhân đang chống giữ.
- Lưu Bột (468)

Lưu Bột là ông nội của Lưu Kỳ, vốn giữ chức Nam Khang tướng, do Ngô Hỷ và Tông Phụng Bá đều không nhận chức, nhà Tống phái Bột sang thay Lưu Mục làm Thứ sử Giao Châu. Bột bị Lý Trường Nhân chống trả quyết liệt, chưa được bao lâu thì ốm chết.
- Trần Bá Thiệu

Trần Bá Thiệu chưa rõ chức vụ gì, nắm quyền vào năm 469 - 477
- Lý Trường Nhân (468 - 478)

Lý Trường Nhân (Việt sử lược chép họ Nguyễn) người Giao châu. Năm 468, Thứ sử Giao Châu là Lưu Mục chết, ông tự xưng là Thứ sử. Sau đó, ông sai sứ sang xin vua Tống cầu phong nhưng Tống Minh Đế chỉ cho ông làm Giao Châu hành kinh lược sứ. Năm 468, Lưu Bột sang làm Thứ sử Giao Châu, Lý Trường Nhân chống cự được ít bữa thị Bột ốm chết. Nhân đó, Trường Nhân sai sứ xin hàng, tự hạ xuống chức Hành Châu sự, tức người chấp hành công việc của châu. Thực tế Lý Trường Nhân được chuẩn cho đứng đầu cai quản Giao Châu, tương đương như Thứ sử, nhưng Nhân xin tự hạ chức danh chỉ gọi là "Hành châu sự".
- Thẩm Hoán (479)

Thẩm Hoán vốn là Thái thú Nam Hải, khi Lý Trường Nhân chết được nhà Tống cử sang làm Thứ sử Giao Châu. Tuy nhiên em họ Trường Nhân là Lý Thúc Hiến chia quân chống giữ, Hoán không sang được Giao Châu đành lưu lại Uất Lâm rồi chết ở đó.
- Thẩm Cảnh Đức

Thẩm Cảnh Đức chưa rõ chức vụ gì, nắm quyền vào năm 477 - 478
- Triệu Siêu Dân

Triệu Siêu Dân chưa rõ chức vụ gì, nắm quyền vào năm 478 - 485
- Lý Thúc Hiến (479 - 485)

Lý Thúc Hiến (Việt sử lược chép họ Nguyễn) là em thúc bá với Lý Trường Nhân, sau khi anh họ chết, Thúc Hiến do chân quyền Thái thú Vũ Bình, lên thay Trường Nhân, lĩnh việc Giao Châu. Vì hiệu lệnh của mình chưa được thi hành, nên sai sứ sang nhà Tống xin làm Thứ sử. Nhà Tống lấy Thái thú Nam Hải là Thẩm Hoán làm Thứ sử Giao Châu, cho Thúc Hiến làm Ninh Viễn quân tư mã, giữ chức thái thú hai quận Tân Xương và Vũ Bình. Thúc Hiến không chịu thu nạp Thẩm Hoán, đem quân chấn giữ các khu vực hiểm yếu. Năm 479, Tề Cao Đế lên ngôi công nhận Thúc Hiến làm Thứ sử. Năm 485, Tề Vũ Đế sai Đại tư nông Lưu Khải làm Thứ sử Giao Châu, Thúc Hiến không chống nổi phải sang đầu hàng.
- Lưu Hiệu

Lưu Hiệu chưa rõ chức vụ gì, nắm quyền vào năm 485
- Lưu Khải (485 - 487)

Lưu Khải vốn giữ chức Đại tư nông, được Tề Vũ Đế phái sang dẹp Lý Thúc Hiến ở Giao Châu vì tội không chịu cống nạp. Khải điều động quân các quận Nam Khang, Lư Lăng và Thủy Hưng sang đánh. Thúc Hiến sai sứ xin bãi binh, dâng mũ đâu mâu bằng bạc nguyên cất, đủ dùng cho hai mươi đội, và lông công để trang sức. Vua Tề không nghe, Thúc Hiến sợ bị Lưu Khải đánh úp, mới đi đường tắt từ Tương Châu sang chầu vua Tề, còn Lưu Khải vào Giao Châu thay thế làm Thứ sử.
- Hoàn Duệ

Hoàn Duyệt là em Thứ sử Hoàn Hoằng, làm quan (chưa rõ chức vụ gì) ở quận Cửu Chân.
- Hoàn Thâm

Hoàn Thâm là con trai của Thứ sử Hoàn Hoằng, giữ chức Võ giám, người nho nhã có học thức, được Lưu Khải đề bạt bèn khiến đi theo sang Giao Châu, Thâm đi chưa đến nơi đã chết.
- Phòng Pháp Thừa (488-490)

Phòng Pháp Thừa (Việt sử lược chép là Phòng Pháp Tông, Toàn thư chép là Phòng Pháp Thặng) trước là Thái thú Thủy Hưng, chuyển sang làm Thứ sử Giao Châu thay cho Lưu Khải, chỉ ham đọc sách, thường có bệnh, không làm việc, sai bọn sử lại cung đốn, phục dịch. Vì thế, viên trưởng lại Phục Đăng Chi chuyên quyền tự thay đổi các tướng lại. Quan lục sự Phòng Tú Văn đem việc đó nói với Pháp Thừa, do đó Đăng Chi bị bắt giam 10 ngày. Đăng Chi buộc phải đút lót người nhà Thứ sử, nên mới được tha. Tiếp đó Đăng Chi đã đem bộ khúc bất ngờ đánh úp châu trị, bắt giam Pháp Thừa, rồi tâu về triều đình là Pháp Thừa bị bệnh tim, không thể trông coi việc chính trị ở Giao châu được. Vua Tề phế Pháp Thừa triệu về kinh, sử dụng Đăng Chi làm thứ sử, Pháp Thừa về đến Ngũ Lĩnh thì chết
- Phòng Tú Văn

Phòng Tú Văn (Cương mục là Phòng Quý Văn) giữ chức quan lục sự ở phủ Giao Châu, đem việc Phục Đăng Chi chuyên quyền báo cáo với Thứ sử Phòng Pháp Thừa khiến ông ta bị giam hãm, không thấy sử sách nói đến kết cục của nhân vật này.
- Thôi Cảnh Thúc

Thôi Cảnh Thúc là em rể của Phòng Pháp Thừa, khi Phục Đăng Chi bị bắt đã nhờ người hối lộ cho Cảnh Thúc, nhờ đó Đăng Chi mới được tha.
- Phục Đăng Chi (490 - 494)

Phục Đăng Chi vốn là trưởng lại ở phủ Giao Châu, do bất mãn với chính quyền sở tại nên quật khởi làm binh biến lật đổ Thứ sử Phòng Pháp Thừa, dâng biểu lên vua Tề được chỉ định thay thế Thừa làm Thứ sử Giao Châu.
- Tống Linh Trí

Tống Linh Trí không rõ chức vụ gì, tại nhiệm năm 494
- Tống Từ Minh

Tống Từ Minh không rõ chức vụ gì, tại nhiệm năm 495
- Lý Khải (495 - 505)

Lý Khải (Toàn thư chép là Lý Nguyên Khải, Việt sử lược chép là Nguyễn Khải) thay Phục Đăng Chi làm Thứ sử Giao Châu, gặp lúc nhà Tề thiện nhượng nhà Lương, nhân chưa có ân uy gì với tân triều nên nổi dậy tạo phản. Trưởng sử là Lý Tắc phản kháng và bình định được cuộc binh biến, lại dẹp tan dư đảng của Khải là Lý Tôn Lão, nhân đó Lương Vũ Đế hạ chiếu phong Tắc làm Thứ sử Giao Châu.
- Lý Tôn Lão

Lý Tông Lão (Cương mục chép là Nguyễn Tôn Hiếu) là bộ tướng của Lý Khải, sau khi Lý Khải chết đã dấy binh làm loạn, bị Lý Tắc chém chết.
- Lý Tắc (505 - 541)

Lý Tắc (Việt sử lược chép là Nguyễn Tắc) vốn là Trưởng lại ở Giao Châu, nhân lập công dẹp loạn Lý Khải và chấn áp dư đảng nên được Lương Vũ Đế ân chuẩn phong làm Thứ sử Giao Châu
- Vương Nhiếp (505 - 506)

Vương Nhiếp giữ chức Thứ sử Giao Châu đời nhà Lương, chưa rõ chính xác tại vị trong niên đại nào.
- Tiêu Tư (535 - 542)

Tiêu Tư (có sách ghi là Tiêu Dư) tự Thế Thái, vốn là Vũ Lâm hầu, tôn thất nhà Lương. Giữ chức Thứ sử Giao Châu, vì hà khắc tàn bạo, mất lòng người nên bị quan Giám quân ở quận Cửu Đức là Lý Bí nổi dậy đánh đuổi, bỏ chạy về Quang Châu
- Tinh Thiều

Tinh Thiều người Giao Châu, từng đến kinh đô nhà Lương xin được chọn làm quan. Thượng thư bộ Lại nhà Lương là Sái Tôn cho rằng họ Tinh trước không có ai hiển đạt, nên chỉ bổ cho chức Quảng Dương môn lang. Thiều lấy làm nhục, trở về làng rồi theo Lý Bí dấy binh tạo phản, trở thành khai quốc công thần, không rõ kết cục thế nào
- Lý Bí

Lý Bí (có sách chép là Lý Bôn, Việt sử lược ghi thành Nguyễn Bôn) người Thái Bình phủ Long Hưng. Tổ tiên là người Bắc, cuối thời Tây Hán khổ về việc đánh dẹp, mới tránh sang ở đất phương Nam, được 7 đời thì thành người Nam. Lý Bí làm Giám quân ở quận Cửu Đức, nhân Thứ sử Tiêu Tư bạo ngược đã liên kết với hào kiệt mấy châu nổi dậy đánh đuổi, tự lập làm Nam Việt Đế, đặt quốc hiệu Vạn Xuân.
- Tôn Quýnh (542)

Tôn Quýnh vốn là Thứ sử Cao Châu, khi Tiêu Tư bị Lý Bí đánh đuổi đã được vua Lương hạ lệnh đem binh sang Giao Châu chấn áp. Quýnh lấy cớ đang mùa xuân, khí lam chướng đang thịnh, xin chờ qua mùa thu sẽ đánh. Tư thúc dục khiến đi, rồi quân lính tan rã cả, phải trở về. Tư vu tấu cho Quýnh và Hùng có ý dung giặc, đều bị tội tử hình.
- Lư Tử Hùng (542)

Lư Tử Hùng là Thứ sử Tân Châu, cùng Tôn Quýnh được vua Lương điều động sang Giao Châu đánh Lý Bí, quân đi đến Hợp Phố, 10 phần chết đến 6, 7 phần, tan rã mà về. Tiêu Tư tâu vu với vua Lương rằng Quýnh và Tử Hùng dùng dằng không chịu đi, đều bị buộc phải tự tử.
- Tiêu Hoán

Tiêu Hoán (có sách chép là Tiêu Ánh), giữ chức Thứ sử Quảng Châu, vua Lương hạ lệnh cho Tôn Quýnh và Lư Tử Hùng đánh sang Giao Châu. Hai người này còn do dự, Tiêu Ánh bị Tiêu Tư hối thúc nên ép họ phải ra quân, kết quả thất bại quân chết quá nửa. Hoán đã hợp tâu với Tiêu Tư đổ tội hết lên đầu 2 vị Thứ sử kia, khiến họ bị xử tử.
- Dương Phiêu

Dương Phiêu (có sách chép tên là Thiêu, là Thiệu hoặc Phiếu) người Tây Huyện thuộc Thiên Thủy, được nhà Lương phong làm Thứ sử Giao Châu, cùng với Trần Bá Tiên, đem binh đánh Lý Bí, tiến binh đến đất Gia Ninh, Bí chạy trốn trong động Khuất Lão (có sách ghi là Khuất Liệu). Ít lâu sau, Lý Bí ốm chết (có sách nói bị người dân vùng Dạ Trạch bắt được chép đầu dâng cho quân Lương), binh quyền giao cho con trai Thái phó Triệu Túc là Triệu Quang Phục, không thấy sử sách nói đến kết cục của Dương Phiêu
- Tiêu Bột (550 - 557)

Tiêu Bột làm Thứ sử Định Châu, Lương Vũ Đế hạ lệnh đem binh phối hợp với Dương Phiêu và Trần Bá Tiên công phá Giao Châu. Bột biết ý các tướng sĩ sợ phải đi đánh xa, nên nói dối để Dương Phiêu ở lại. Sau Trần Bá Tiên không đợi quân của Bột nữa, tự mình nhận ấn tiên phong, trục xuất quân Lý Bí khỏi Gia Ninh. Nhà Lương sai Vương Lâm xuống miền nam mục đích kiềm chế Tiêu Bột, khi mâu thuẫn đang căng thẳng thì Lâm được phải về triều vì có biến cố. Năm 557, Trần Bá Tiên cướp ngôi nhà Lương nên thanh trừng người họ Tiêu, Bột quyết định làm phản bị Thái thú Cửu Đức là Trần Pháp Vũ giết chết ở Thủy Hưng. 
- Trần Bá Tiên (545 - 550)

Trần Bá Tiên tự Hưng Quốc, người Ngô Hưng, làm Tham quân ở Quảng Châu, thăng lên chức Tư Mã Giao Châu hợp với Dương Phiêu đánh Lý Bí. Phiêu tập hợp các tướng lại đất Giang Tây, Thứ sử Quảng Châu là Tiêu Bột lại trù trừ chưa dám tiến binh. Bá Tiên xin làm Tiên phong, dẫn quân đến đâu là đánh tan hết, khiến Lý Bí chết ở động Khuất Lão. Nhờ có công ấy, Tiên được thăng Thái thú quận Cao Yêu, đốc suất quân sự cả bảy quận. Năm 550, vua Giản Văn Đế nhà Lương phong Bá Tiên làm Binh uy tướng quân kiêm Thứ sử Giao Châu. Bấy giờ Triệu Quang Phục đang cầm cự với quân Lương ở đầm Dạ Trạch, Bá Tiên dùng sách lược vây hãm lâu dài mục đích khiến cho lương thảo hết tự nhiên phải đầu hàng. Gặp lúc nhà Lương có loạn Hầu Cảnh, Lương đế triệu Bá Tiên về nước, sau khi dẹp loạn, Bá Tiên thâu quyền lớn trong tay, rồi ép Lương Kính Đế phải thiện nhượng cho mình, lập ra nhà Trần.
- Dương Sàn (545 - 550)

Dương Sàn là tỳ tướng theo Trần Bá Tiên sang chinh phạt Giao Châu, sau khi Bá Tiên về kinh dẹp loạn Hầu Cảnh, bị Triệu Quang Phục tung quân đánh đuổi. Sàn chống cự không nổi, thua trận chết trong đám loạn binh, quân Lương tan vỡ rút hết về bắc
- Vương Lâm (554) và (557 - 560)

Vương Lâm được Lương Nguyên Đế cử xuống phương nam hỗ trợ cho Tiêu Bột, Lâm trú đóng gần một năm. Cảm thấy bị sức ép từ triều đình do việc bổ nhiệm và trú đóng của Vương Lâm nên Âu Dương Ngỗi ngày càng ngả theo ý định làm phản của Tiêu Bột, Bột và Lâm nảy sinh mâu thuẫn do sự kích động của Ngỗi. Tuy nhiên, tình hình căng thẳng giữa Vương Lâm và Tiêu Bột đột nhiên tắt ngấm vì Vương Lâm phải vội quay về triều do các biến cố quan trọng trong cung đình. Năm 557, Vương Lâm nổi dậy chống lại nhà Trần, ba năm sau Lâm bị Âu Dương Ngỗi đánh bại rồi phải trốn chạy lên vùng Đông Bắc, sau bị quân Bắc Tề bắt giết ở Thọ Dương.
- Lưu Nguyên Yển (555)

Lưu Nguyên Yển vốn là thủ hạ của Vương Lâm, được Lâm tiến cử làm Thứ sử Giao Châu, bấy giờ thực quyền Giao Châu do Triệu Quang Phục nắm giữ nên chỉ ở Quảng Châu, sau đem quân trở về bắc tìm gặp Vương Lâm.
- Trần Pháp Vũ (555 - 557)

Trần Pháp Vũ trước là Thái thú Cửu Đức, sau lập công đánh bại Tiêu Bột được Trần Bá Tiên tiến cử làm Thứ sử Giao Châu, tuy nhiên chưa bao giờ đặt chân sang vùng đất này.
- Viên Đàm Hoãn (557 - 560)

Viên Đàm Hoãn làm Thứ sử Giao Châu đời nhà Trần, trong thời gian Vương Lâm nổi loạn từng đem vàng bạc 500 lạng vàng gởi Ngỗi, dặn ông trả 100 lạng cho Hợp Phố thái thú Cung Kiều, 400 lạng giao cho con trai mình là Viên Trí Củ. Về sau, Ngỗi bị Tiêu Bột lấy hết tài sản, nhưng vẫn giữ lại được số vàng này. Đàm Hoãn mất rồi, ông làm đúng như lời dặn, người thời ấy không ai không khâm phục.
- Lan Khâm

Lan Khâm tự Hưu Minh, người Ngụy - Trung Xương, vốn là Thứ sử Hàng Châu, theo lệnh Lương Vũ Đế cùng Trần Bá Tiên sang Giao Châu dẹp loạn Lý Bí. Khâm được thăng chức Tán kỵ thường thị, Tả vệ tướng quân, sau đó đổi ra làm Tán kỵ thường thị, An nam tướng quân, Quảng Châu thứ sử. Vừa đến nhiệm sở (Quảng Châu), Thứ sử tạm quyền là Nam An hầu Tiêu Mật sai nhà bếp bỏ thuốc vào thức ăn. Khâm trúng độc mà chết, Bá Tiên cho Âu Dương Nguy mang thi hài Khâm về Hàng Châu an táng.
- Âu Dương Ngỗi (560 - 563)

Âu Dương Ngỗi (có sách chép là Âu Dương Nguy) tự là Tĩnh Thế, người Lâm Tương, Trường Sa, Đàm Châu. Vốn làm phụ tá cho Trần Bá Tiên theo quân viễn chinh sang Giao Châu, nhưng do Lan Khâm chết dọc đường nên Âu Dương Ngỗi được phép đem thi thể Lan Khâm về Hàng Châu. Sau đó, Âu Dương Ngỗi ở lại canh giữ Hàng Châu. Do theo Tiêu Bột chống lại Trần Vũ Đế mà bị bắt, vì có chút uy danh ở miền nam nên ít lâu sau Nguy được thả rồi bổ nhiệm làm Thứ Sử Hàng Châu kiêm Đô Đốc với quyền hành quân sự trên toàn bộ 19 châu bao gồm cả hai châu Quảng và Giao.
- Lan Dụ

Lan Dụ là em của Lan Khâm, nguyên là Thứ sử Cao Châu, từng rủ Âu Dương Ngỗi phản lại Trần Bá Tiên sau khi Lương Vũ Đế bị Hầu Cảnh sát hại nhưng Nguy không nghe, Dụ phát binh tấn công Hàng Châu bị quân tiếp ứng của Trần Bá Tiên đánh tan.
- Âu Dương Thịnh (563 - 567)

Âu Dương Thịnh là em Âu Dương Ngỗi, phò tá anh giữ yên Quảng Châu, khi Âu Dương Ngỗi mất lên thay anh làm Thứ sử Giao Châu.
- Âu Dương Hột (567 - 570)

Âu Dương Hột là con Âu Dương Ngỗi, được Trần Tuyên Đế phong chức Đô đốc, quản lãnh quân sự 19 châu gồm cả Giao Châu và Quảng Châu, oai vang toàn cõi Bách Việt hơn 10 năm. Sau trong triều có kẻ nghi kị dèm pha, Trần đế ra lời chiếu vời về triều. Hột sợ, bèn theo Thứ sử Hồ Nam làm phản rồi bị giết chết.
- Nguyễn Trác (570 - 576)

Nguyễn Trác dẹp được Âu Dương Hột, được nhà Trần cử sang thay thế làm Thứ sử Giao Châu. Bấy giờ những người Lao man di ở Giao Chỉ thường hay tụ tập lại đi cướp phá và Nguyễn Trác được giao nhiệm vụ giải quyết việc này, lúc đó tất cả những sứ giả gửi xuống Giao Chỉ, từ đầu đến cuối, chỉ lo tích lũy của cải; riêng có Nguyễn Trác thì không làm như thế, và bỏ về tay không. Năm 572, Nguyễn Trác mở cuộc viễn chinh xuống tận miền biên giới đã khiến Lâm Ấp và Phù Nam phải vội gửi sứ giả lên triều đình xin được giao hảo.
- Thái Ngung

Không rõ chức vụ gì, do phạm tội nên bị triều đình trục xuất xuống Giao Châu, được giao cho một quan hệ với các quyền lực địa phương. 
- Đại Hoàng

Đại Hoàng vốn là Thứ sử Ninh Châu, do lập công tháp tùng Nguyễn Trác nên được giao nhiều chức vụ quan trọng ở Giao Châu.
- Trần Khắc (572 - 574)

Trần Khắc làm Thứ sử Quảng Châu, được giao nhiệm vụ kiêm Đô đốc Giao Châu, phối hợp với Nguyễn Trác cai quản vùng này.
- Phượng Tần (574 - 575)

Phượng Tần là cháu của thân mẫu Trần Vũ Đế, được cử sang thay thế Trần Khắc làm Thứ sử Quảng Châu kiêm Đô đốc Giao Châu.
- Trần Quân Cảo (576 - 578)

Trần Quân Cảo là nho sĩ, giữ chức Đô đốc Quảng Châu và Giao Châu thay cho Phượng Tần. Lúc đó Bộ lạc Di và những người Lao liên tục đánh lẫn nhau, Quân Cảo không thông thạo việc quân sự; nên ông dốc hết tâm lực vuốt ve xoa dịu họ và giảng giải phải trái để đem lại sự hài hoà trong dân chúng. Năm 578. Quân Cảo chết, th 48 tuổi, chỉ sau hai năm tại chức.
- Dương Tấn (578 - 589)

Dưwng Tấn thay thế Trần Quân Cảo làm Đô đốc cả hai châu Giao và Ái đời Trần, được phong tước là Võ Khang quận công.
- Lý Hữu Vinh

Lý Hữu Vinh giữ chức Thứ sử Giao Châu không rõ từ năm nào, đến năm 583, Vinh gửi một số voi đã huấn luyện thuần thục sang triều cống nhà Trần.

## Thời Tùy Đường Ngũ Đại (589 - 938)
Năm 589, nhà Tuỳ ở phương Bắc thống nhất được Trung Quốc, chấm dứt thời kì hỗn chiến Nam Bắc Triều. Năm 583, Tùy Văn Đế bỏ quận lập châu. Việt Nam khi đó bao gồm những châu: Giao (vùng đồng bằng Bắc Bộ), Hưng châu (năm 598 đổi là Phong châu, tức là vùng Sơn Tây, Phú Thọ), Hoàng (năm 598 đổi là Ngọc châu, tức là bờ biển Bắc Bộ thuộc vịnh Hạ Long), Ái (tương đương Thanh Hóa), Đức (năm 598 đổi là Hoan châu, tương đương tỉnh Nghệ An), Lợi (năm 598 đổi là Trí châu, tương đương tỉnh Hà Tĩnh). Năm 602, sau khi tiêu diệt nước Dã Năng của Lý Phật Tử, nhà Tùy gộp hết các huyện của quận Giao Chỉ cũ làm 2 huyện Giao Chỉ và Long Uyên, lệ thuộc vào Giao châu. Các huyện thuộc quận Giao chỉ thời thuộc Tấn ở phía bắc và phía nam sông Đuống trên tả ngạn sông Hồng ở phía hạ lưu Hà Nội, miền sông Cầu, sông Thương, sông Thái Bình. Chủ trương của nhà Tùy là thiết lập chế độ trung ương tập quyền, không phong cho tông thất và công thần, chỉ chuyên dùng quan lại cai trị. Năm 618, nhà Đường lật đổ nhà Tùy, khôi phục lại chế độ các châu nhỏ thời Nam Bắc triều. Năm 622, nhà Đường lập Giao châu đô hộ phủ, người đứng đầu cơ quan này gọi tổng quản. Năm 624, Đường Cao Tổ đổi các Phủ đô hộ thành Phủ Đô đốc. Phủ Đô hộ An Nam thành Phủ đô đốc An Nam. Năm 679, Đường Cao Tông lại đổi về tên cũ, đổi quận Giao Chỉ trở lại thành châu Giao, đặt ra Phủ Đô hộ Giao Châu. Bấy giờ, vùng Lĩnh Nam có 5 đô hộ phủ, cai quản châu Giao, châu Quảng, châu Quế, châu Dung, châu Ung, gọi chung là Lĩnh Nam ngũ quản (tức Lĩnh Nam đạo). Năm 678, nhà Đường lập ra An Nam đô hộ phủ, chức quan đứng đầu Phủ Đô hộ An Nam gọi là Kinh lược sứ, sử Trung Quốc quen gọi Giao châu là An Nam kể từ đó. Bấy giờ, An Nam được phân thành 12 châu ở vùng đồng bằng và trung du, 41 châu ki mi (châu ràng buộc lỏng lẻo) ở vùng rừng núi. Năm 757, Đường Túc Tông đổi An Nam đô hộ phủ thành Trấn Nam đô hộ phủ, chín năm sau (766) lại đổi về tên cũ. Năm 863, Nam Chiếu chiếm được An Nam đô hộ phủ, tướng Sái Tập nhà Đường tử trận, Cao Biền được điều sang phải mất 3 năm mới hoàn toàn đánh dẹp được Nam Chiếu. Vì lý do này, nhà Đường bãi bỏ Phủ Đô hộ An Nam và lập Hành Giao Châu thay thế đóng tại nơi là Quảng Tây ngày nay. Nhưng chưa đầy 1 tháng thì cho tái lập Phủ Đô hộ An Nam nằm trong Hành Giao Châu. Để khôi phục và củng cố quyền hành tại Việt Nam, Đường Ý Tông thăng An Nam đô hộ phủ làm Tĩnh Hải quân, từ đó người đứng đầu Tĩnh Hải quân được gọi là Tiết độ sứ. Tại các châu, người đứng đầu gọi là Thứ sử, dưới các huyện thì người đứng đầu là Huyện lệnh.
- Dương Hưu Phố (589 - 602)

Dương Hựu Phố tự là Vệ Khanh, trong thời kỳ nhà Trần mất nước, làm chức Đô đốc Giao Châu, sau hàng nhà Tuỳ vẫn được giữ nguyên địa vị
- Lưu Phương (602-605)

Lưu Phương người huyện Trường An, quận Kinh Triệu, vốn là Thứ sử Qua Châu, được Tả bộc xạ Dương Tố tiến cử. Tùy Văn Đế dùng Phương làm Hành quân tổng quản đạo Giao Châu, đem binh sang đánh dẹp Lý Phật Tử. Khi kéo quân đến Phong Châu, Phương sai người đem điều họa phúc để dụ trước, Phật Tử sợ xin hàng, Phương bắt Phật Tử đem về kinh sư. Năm 605, Tuỳ Dạng Đế cho Phương làm Hành quân tổng quản đạo Hoan Châu, tiến hành chinh phạt nước Lâm Ấp. Phương chỉ huy quân sĩ đánh đến tận kinh thành nước này, tước lấy rất nhiều của cải vật chất quý báu. Tuy nhiên do binh sĩ bị bệnh dịch chết quá nửa nên sau đó buộc phải lui binh, Phương cũng bị ốm chết dọc đường về. Vua lấy làm thương tiếc bèn hạ chiếu khen ngợi, truy tặng Thượng trụ quốc - Lô quốc công, con là Lưu Thông Nhân kế tục.
- Kính Đức Lượng

Kính Đức Lượng giữ chức Độ chi thị lang, được Tuỳ Văn Đế dùng làm Trưởng sử thống lĩnh quân sĩ 27 doanh cùng Lưu Phương sang đánh Lý Phật Tử ở Giao Châu. Khi quân đến Doãn Châu thì Lượng bị bệnh nặng không đi được, ở lại châu quán. Trong lúc chia tay, Phương xót cảnh Lượng ốm nặng mà khóc lóc nức nở, cảm động cả mọi người, không rõ kết cục thế nào.
- Tống Toản

Tống Toản giữ chức Doanh chủ trong quân của Lưu Phương, lập nhiều công trạng trong việc đánh bại quân của Lý Phật Tử, bình định Dã Năng quốc.
- Hà Quý

Hà Quý giữ chức Doanh chủ trong quân của Lưu Phương, lập nhiều công trạng trong việc đánh bại quân của Lý Phật Tử, bình định Dã Năng quốc.
- Nghiêm Nguyện

Nghiêm Nguyện giữ chức Doanh chủ trong quân của Lưu Phương, lập nhiều công trạng trong việc đánh bại quân của Lý Phật Tử, bình định Dã Năng quốc.
- Lý Vựng

Lý Vựng là Thứ sử Hoan Châu, cùng Tần Hùng đem quân bộ kị xuất phát từ huyện Việt Thường tiến đánh sang Lâm Ấp, hội quân với Lưu Phương để công phá nước này, không rõ kết cục thế nào. 
- Tần Hùng

Tần Hùng giữ chức Thượng khai phủ, được vua Tuỳ hạ lệnh phối hợp với Thứ sử Hoan Châu Tần Hùng cùng đem quân tới Lâm Ấp, không thấy sử sách nhắc tới hành trạng của nhân vật này sau chiến dịch. 
- Trương Tốn

Trương Tốn giữ chức Đại tướng quân, đem thủy quân xuất phát từ quận Tỷ Cảnh (huyện của nhà Hán, thuộc quận Nhật Nam; nhà Tùy đặt quận Tỷ Cảnh) theo Lưu Phương từ Giao Châu đánh sang Lâm Ấp.
- Lý Cương

Lý Cương giữ chức Thượng thư hữu thừa, được Tuỳ Dạng Đế phong làm Tư mã đi kinh lược nước Lâm Ấp. Theo Lưu Phương cùng Trương Tốn đem thuyền tới quận Tỷ Cảnh, không rõ về sau thế nào.
- Lý (không rõ tên) (605 - 611)
- Khâu Hòa

Khâu Hòa là người huyện Lạc Dương, phủ Hà Nam. Tùy Dạng Đế thấy Khâu Hòa có tiếng là người trị chính thuần lương, phái ông đi nhậm chức Giao Chỉ thái thú. Nước Lâm Ấp nhiều lần tặng ngọc trai, văn tê, kim bảo khiến Khâu Hòa trở nên phú quý ngang hàng với bậc vương giả. Lương Đế Tiêu Tiển nghe tin bèn lệnh cho Nịnh Trường Quân xuất binh tiến công Giao Chỉ, Khâu Hòa phái trưởng sử Cao Sĩ Liêm đánh đuổi quân của Nịnh ra khỏi quận. Sau khi Khâu Hòa biết triều Tùy đã mất, lập tức dâng biểu quy phục Tiêu Tiển, sau khi nhà Lương mất thì theo về với nhà Đường.
- Tiêu Tiển (617-621)

Tiêu Tiển là cháu bốn đời Tuyên Đế nhà Lương, năm Đại Nghiệp thứ 13 (617) đời Dượng Đế nhà Tùy, Tiêu Tiển khởi binh tự xưng là Lương vương; đến đời Cung Đế năm Nghĩa Ninh thứ hai (618), tự xưng đế, chiếm địa vực phía đông từ Cửu Giang, phía tây đến Tam Hiệp, phía nam đến tận Giao Chỉ, phía bắc tới Hán Xuyên. Về sau, Tiêu Tiển đầu hàng nhà Đường.
- Nịnh Trường Chân

Nịnh Trường Chân là con Nịnh Mãnh Lực, thứ sử Khâm Châu. Khi Mãnh Lực chết, Trường Chân thay cha làm thứ sử. Trước đây Trường Chân từng theo Lưu Phương sang Giao Châu để đánh nước Lâm Ấp lập nhiều công trạng, sau khi nhà Tuỳ mất về với nhà Lương. Vua Lương là Tiêu Tiển sai Trường Chân tiến đánh Giao Châu, tuy nhiên bị Khâu Hòa đánh bại. Sau Trường Chân hàng nhà Đường, từ đó mấy châu Giao, Ái mới giao thông được với nhau.
- Cao Kiệm

Cao Kiệm tự Sĩ Liêm, người đất Tu thuộc Bột Hải, cháu nội của Thanh Hà Vương Cao Nhạc nước Bắc Tề. Khoảng năm Nhân Thọ (601-604) nhà Tuỳ đậu văn tài giáp khoa, được bổ làm trị lễ lang, sau vì can cữu, bị giáng chức làm chủ bạ Chu Diên, Khâu Hòa cử lên làm Tư Pháp Thư Tá. Khi Lương Đế Tiêu Tiển phái Nịnh Trường Chân sang Giao Châu đã hiến kế cho Khâu Hoà chống cự thắng lợi nên được thăng chức Hành Quân Tư Mã, sau cùng với Khâu Hòa cùng ra hàng nhà Đường, làm quan đến chức hữu bộc xạ.
- Lý Đạo Hựu

Lý Đạo Hựu giữ chức Khâm sai đại thần, được Đường Thái Tông phái sang Giao Châu, mang cờ tiết sắc phong cho Khâu Hòa chức Đại tổng quản, tước Đàm quốc công.
- Lý Đại Lượng

Lý Đại Lượng đầu niên hiệu Trinh Quán đời Đường Thái Tông làm Đô đốc Giao Châu.
- Lý Thọ

Lý Thọ là tôn thất nhà Đường, làm Đô đốc Giao Châu, vì tham lam bị tội.
- Lư Tổ Thượng (627)

Lư Tổ Thượng tự Quý Lương, người Quang Châu. Lý Thọ bị tội, Đường Thái Tông cho đòi Lư Tổ Thượng đến bảo: "Giao Châu là một vùng biên giới rộng lớn, cần phải có quan chức tốt trông coi nhưng cho đến bây giờ chưa có một đô đốc nào làm đầy đủ nhiệm vụ cả. Xét thấy ngươi có khả năng, vậy hãy đi và phòng thủ Giao Châu cho trẫm. Không được viện lẽ xa xôi mà từ chối". Tổ Thượng viện cớ bệnh hoạn để từ chối và không chịu xuống miền Nam nhậm chức mới. Sau nhiều lần cử Đỗ Như Hối khuyến dụ không được, vua bảo anh vợ ông là Chu Phạm đến khuyên giải. Tổ Thượng từ chối: "... miền Nam có nhiều bệnh sốt rét hoành hành; nếu đệ đi đến đó thì sẽ chẳng có ngày về". Vua bèn khiến chém ngay trước triều đường, về sau, vua hối hận và cho phục chức như cũ.
- Lý Đạo Hưng (635 - 636)

Lý Đạo Hưng là tôn thất nhà Đường, được phong làm Quảng Ninh quận vương, sau vì có lỗi nên giáng xuống làm Huyện công. Năm 635, Đường Thái Tông cử Hưng xuống làm Đô đốc Giao Châu và ông này chết vì bệnh trong lúc đương làm quan khoảng một năm sau.
- Lý Đạo Ngạn (637 - 640)

Lý Đạo Ngạn thời Trinh Quán bị đổi làm Thứ sử Giao Châu. Rợ Lèo (sơn liêu) làm phản ở châu Minh, Đạo Ngạn dẹp yên. Không lâu sau, châu Minh sáp nhập vào châu Hoan.
- Lý Giám

Lý Giám là con của Ba Vương Thần Phù, làm Thứ sử Giao Châu đời Đường.
- Liễu Sở Hiền

Liễu Sở Hiền người Bồ châu, thời Trinh Quán (627-649), làm Đô đốc Giao châu và Quế châu.
- Đỗ Chính Luân

Đỗ Chính Luân người châu Tương, Đường Thái Tông biết tiếng, cho làm chức Trung thư thị lang, Thái tử tả thứ tử. Vì Thái tử Thừa Càn bị truất, nên biếm Chính Luân làm Đô đốc Giao châu.
- Đậu Đức Minh

Đậu Đức Minh làm Thứ sử Ái châu đời Đường, chưa rõ niên đại nào.
- Nịnh Đạt

Nịnh Đạt thời Chu Tắc Thiên Đại Thánh Hoàng Đế (685-705) làm Thứ sử Ái Châu.
- Chử Toại Lương

Chủ Toại Lương tự Đăng Thiện, người Tiền Đường, con của Chử Lượng, làm chức Trung thư lệnh, cuối thời Đường Thái Tông đổi làm Đô đốc Đàm Châu và Quế Châu. Sau đó, Hứa Kính Tông và Lý Nghĩa Phủ vu tấu Toại Lương làm phản. Vũ Hậu giận, biếm làm Thứ sử Ái Châu, được hơn một năm thì mất. Đến khi Cao Biền bình định An Nam, mới tấu xin đưa di hài về Dương Địch.
- Sài Triết Uy

Thời Đường Cao Tông, Sài Chiết Uy bị liên luỵ vì em là Sài Lệnh Vũ theo Phòng Di Ái làm phản, phải đày ra Thiệu Châu. Sau này lập một số công trạng nên được tha, cho làm Đô đốc Giao Châu.
- Lang Dư Khánh

Lang Dư Khánh làm quan thanh liêm, nhưng tính khắc bạc, giữ chức Ngự sử Trung Thừa, sau vì bị lỗi, giáng làm Thứ sử Giao Châu.
- Lưu Diên Hựu (684 - 687)

Lưu Diên Hựu làm An Nam đô đốc, theo luật lệ nhà Đường thì dân quê hằng năm phải nộp nửa thuế. Diên Hựu bắt nộp toàn phần, do đó dân chúng oán và mưu phản. Diên Hựu phát hiện ra bèn giết người cầm đầu là Lý Tự Tiên, dư đảng của Lý Tự Tiên là Đinh Kiến nổi dậy đánh bại rồi tiêu diệt Diên Hựu, chiếm cứ Giao Châu.
- Phùng Tử Du

Phùng Tử Du là tướng trấn thủ Quảng Châu đời Đường, khi Lưu Diên Hựu bị quân của Đinh Kiến vây hãm đã phái sứ giả đến Quảng Châu cầu cứu, tuy nhận lời nhưng Tử Du lại không hành động vì trước đây có sự ganh ghét với Diêu Hựu, vì thế mà Đinh Kiến phá được thành Tống Bình.
- Tào Huyền Tĩnh

Tào Huyền Tĩnh (có thuyết ghi là Tào Trực Tĩnh), giữ chức Tư mã Quế Châu, được vua Đường Duệ Tông hạ lệnh đem binh trấn áp Đinh Kiến, Tĩnh tổ chức tấn công tổng lực bất ngờ khiến Đinh Kiến không kịp xoay xở nên bại mà bị chém chết.
- Lưu Hựu

Lưu Hựu làm An Nam đô hộ đời nhà Đường, nhà giàu có lớn, mỗi lần nuôi gà lợn, có chết con nào, bắt đày tớ bồi thường gấp đôi và chẳng bao giờ ăn một món gì ngon.
- Dương Tư Húc

Dương Tư Húc, có thuyết nói là Dương Tư Miễn, giữ chức Tả giam môn Vệ tướng quân, được lệnh vua Đường Huyền Tông cùng quan đô hộ An Nam là Nguyên Sở Khánh đem binh sang đánh dẹp mai Thúc Loan.
- Quang Sở Khách (722 - 724)

Quang Sở Khánh, có sách ghi là Nguyên Sở Khánh, người Giang Lăng. Đầu niên hiệu Khai Nguyên (713) đổi ra làm An Nam đô hộ, cùng Dương Tư Húc dẹp yên loạn Mai Thúc Loan
- Tống Chi Đễ

Tống Chi Đễ là em của Tống Chi Vấn, từng làm Kiếm Nam Tiết độ sứ và Thái Nguyên doãn, bị tội đày ra quận Chu Diên. Nhân gặp loạn Mai Thúc Loan, Đễ mộ được 8 người tráng sĩ mặc áo giáp dày, kéo đến tận chân thành mà hô to rằng: "Hễ bọn người Lèo hành động tức thì giết chết"; 700 quân đều phục xuống không dám đứng dậy, nhờ đó góp phần bình định được phản quân. Vua Đường liền xá tội cho Đễ, bổ nhiệm chức Giao Châu tổng quản
- Đỗ Minh Cừ

Đỗ Minh Cừ người Dương, cuối đời Cảnh Long nhà Đường (709), làm quan Uý quận Tế Nguyên. Một hôm, Cừ nằm chiêm bao thấy đi vào một phủ đường, gặp một người mặc áo xanh, vái chào rất cung kính và nói rằng: "Ông sẽ làm An Nam đô hộ, tôi là dân An Nam, nên đến đây chào mừng trước, xin ông hãy giữ gìn quí thể". Sau quả nhiên, Minh Cừ được Đường Trung Tông cử làm An Nam đô hộ.
- Hà Lý Quang

Hà Lý Quang người Quế Châu, năm Thiên Bửu thứ 10 (751) làm An Nam đô hộ, đem quân đánh Vân Nam, thu phục thành An Ninh, dựng lại trụ đồng của Mã Viện để định cương giới.
- Trương Thuận

Trương Thuận giữ chức An Nam đô hộ thời Đường Túc Tông.
- Trương Bá Nghi (767 - 777)

Trương Bá Nghi là con Trương Thuận, làm An Nam Kinh lược sứ đời nhà Đường, bắt đầu đắp thành Đại La.
- Khang Khiêm

Khang Khiêm vốn là lái buôn ở phương Bắc, làm An Nam đô hộ.
- Triều Hoành (761 - 767)

Triều Hoành, có sách ghi là Trào Hành hoặc Tiều Hành người Nhật Bản, tự Cự Khanh, sinh ở Yamato thuộc Đại Hòa quốc, là hậu duệ của dòng dõi quý tộc có nguồn gốc từ Thiên hoàng Kōgen. Trong khoảng niên hiệu Khai Nguyên (713-741) đem hóa phẩm đến triều kiến, hâm mộ phong hóa Trung Hoa, nhân đó lưu lại, đổi tên là Triều Hoành, nhiều lần sang sứ Trung Quốc. Năm Vĩnh Thái (765) đời vua Đường Đại Tông, Triều Hoành được cử làm An Nam đô hộ. Thời ấy có quân Mán xâm phạm cảnh giới hai châu Đức Hoá và Long Vũ, vua xuống chiếu khiến Triều Hoành qua dẹp yên.
- Phụ Lương Giao

Phụ Lương Giao năm Kiến Trung thứ 3 đời Đường Đức Tông (782) làm An Nam đô hộ. Lúc ấy, Tư Mã Diễn Châu là Lý Mạnh Thu và Thứ Sử Phong Châu là Lý Bỉ Ngạn làm phản, tự xưng An Nam Tiết độ sứ, đều bị Lương Giao bắt chém.
- Lý Mạnh Thu

Lý Mạnh Thu vốn giữ chức Tư Mã ở Diễn Châu, cùng Thứ sử Phong Châu là Lý Bỉ Ngạn tạo phản, tự xưng là An Nam Tiết độ sứ, bị Phụ Lương Giao dẹp yên.
- Lý Bỉ Ngạn

Lý Bỉ Ngạn nguyên là Thứ sử Phong Châu, liên minh với Diễn Châu Tư Mã là Lý Mạnh Thu tạo phản, tự xưng là An Nam Tiết độ sứ, bị Phụ Lương Giao dẹp yên.
- Cao Chính Bình (790 - 791)

Cao Chính Bình vốn là Hiệu uý châu Vũ Định, do lập công giúp Kinh lược sứ Trương Bá Nghi đánh bại quân Chà Và ở Chu Diên nên được thăng chức An Nam kinh lược sứ, do sưu cao thuế nặng nên người hào phú ở Phong châu là Phùng Hưng nổi lên đem quân vây hãm phủ. Chính Bình do lâu ngày không phá được nên lo phẫn mà sinh bệnh ở lưng mà chết.
- Trương Ứng

Trương Ứng làm An Nam kinh lược sứ, chết đương lúc tại chức. Kẻ tá nhị là Lý Nguyên Độ, dùng binh lực uy hiếp châu huyện làm phản. Tướng nhà Đường là Lý Phục dụ bắt được Nguyên Độ, cõi Nam trở lại yên lặng.
- Lý Nguyên Độ

Lý Nguyên Độ là kẻ tá nhị dưới quyền An Nam kinh lược sứ Trương Ứng, sau khi Trương Ứng chết thì nổi dậy tạo phản, kết cục bị tướng nhà Đường là Lý Phục đánh tan.
- Lý Phục

Lý Phục là võ tướng, được vua Đường cử sang An Nam dẹp loạn Lý Nguyên Độ, vỗ yên dân chúng được phong làm Tiết độ sứ Lĩnh Nam, Phục dạy dân An Nam làm nghề nung ngói, người Nam biết làm ngói là khởi nguồn từ đây
| - Khúc Lãm - Ô Sùng Phúc (777 - 787) - Trương Đình (787 - 789) - Bàng Phục (789 - 790) - Triệu Xương (792 - 802) và (804 - 806) - Bùi Thái (802 - 803) - Trương Chu (806 - 810) - Mã Tống (810 - 813) - Trương Lệ (813) - Bùi Hành Lập (813 - 817) - Lý Tượng Cổ (818 - 819) - Dương Thanh (819 - 820) | - Quế Trọng Vũ (820) - Bùi Hành Lập (822) - Vương Thừa Điển (822) - Lý Nguyên Hỷ (822 - 826) - Hàn Ước (827 - 828) - Trịnh Xước (831 - 832) - Lưu Mân (833) - Hàn Hy (834 - 836) - Điền Tảo (835) - Mã Thực (836 - 840) - Vũ Hồn (841 - 843) | - Bùi Nguyên Dụ (846 - 848) - Điền Tại Hựu (849 - 850) - Thôi Cảnh (851 - 852) - Lý Trác (853 - 855) - Lý Hoàng Phủ (856 - 857) - Tống Nhai (857) - Vương Thức (858 - 859) - Lý Hộ (859 - 860) - Vương Khoan (861) - Sái Tập (862 - 863) - Tống Nhung (863) - Cao Biền (864 - 868) - Cao Tầm (868 - 878) - Tăng Cổn (878 - 880) - Cao Mậu Khanh (882 - 884) - Tạ Triệu (884 - ?) - An Hữu Quyền (897 - 900) - Chu Toàn Dục (900 - 905) - Độc Cô Tổn (905) | - Khúc Thừa Dụ (905 - 907) - Lưu Ẩn (908 - 911) - Khúc Hạo (907 - 917) - Lưu Cung (911 - 917) - Tiền Nguyên Hựu - Khúc Thừa Mỹ (917 - 923) - Lý Khắc Chính |

- Lý Tiến (923 - 931) hoặc (930 -931)

Lý Tiến xuất thân không rõ, theo Tiết độ sứ Lưu Nghiễm (sau là Lưu Nham) làm tướng và quan lại cho Thanh hải quân, trở thành một trong những công thần khai quốc của nhà Nam Hán. Ông cùng Lý Khắc Chính vâng lệnh Nam Hán Cao Tổ sang bình định Tĩnh hải quân, đánh bắt Khúc Thừa Mỹ về giam ở Phiên Ngung rồi trực tiếp cai trị vùng đất này. Đầu năm 931, ông và quân Nam Hán đồn trú tại địa phương bất ngờ bị quân của Dương Đình Nghệ đánh bại phải bỏ trốn về nước, sau bị vua Nam Hán bắt giết vì tội hèn nhát.
- Trần Bảo (931)
- Dương Đình Nghệ (931 - 937)

- Kiều Công Tiễn (938)

- Lưu Hoằng Tháo (937 - 938)

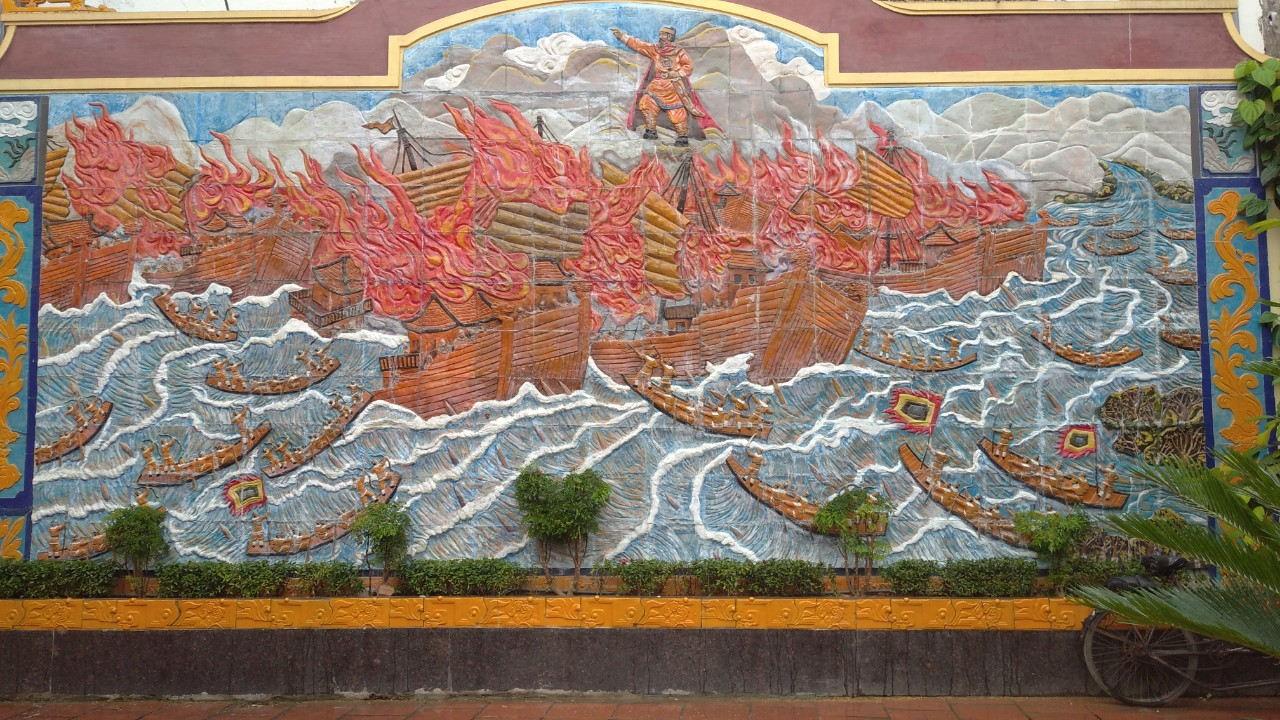
Tranh ghép đá mô phỏng trận Bạch Đằng 938

Vạn Vương Lưu Hoằng Tháo là hoàng tử thứ 9 của Nam Hán Cao Tổ, khi Kiều Công Tiễn bị Ngô Quyền đem quân đánh dẹp đã cầu cứu nhà Nam Hán, Nam Hán Cao Tổ lập tức cải phong Lưu Hoằng Tháo làm Giao Vương dẫn binh tiến sang Tĩnh Hải quân tiếp ứng. Tuy nhiên, con rể Dương Đình Nghệ là Ngô Quyền đã nhanh chóng diệt được họ Kiều rồi bố trí trận địa cọc trên sông Bạch Đằng mai phục sẵn, quân Nam Hán bị đánh bại hoàn toàn, Lưu Hoằng Tháo bị trúng bẫy tử trận. Ngô Quyền tự xưng vương, chính thức chấm dứt thời kỳ Bắc thuộc.
- Tiền Hoằng Soạn

## Thời Minh (1406 - 1427)
Tướng lĩnh và quan lại người Hán
| Họ tên       | Tại vị | Chức vụ          | Lý do mãn nhiệm   |
| ------------ | ------ | ---------------- | ----------------- |
| Trương Phụ   |        |                  |                   |
| Mộc Thạnh    |        |                  |                   |
| Lý Bân       |        |                  |                   |
| Vương Thông  |        |                  |                   |
| Trần Trí     |        |                  |                   |
| Sơn Thọ      |        |                  |                   |
| Lý An        |        |                  |                   |
| Phương Chính |        |                  |                   |
| Hoàng Phúc   |        |                  |                   |
| Liễu Thăng   |        |                  | tử trận           |
| Mã Kỳ        |        |                  |                   |
| Nguyễn Sao   |        |                  |                   |
| Tạ Phượng    |        |                  |                   |
| Hoàng Thành  |        | tướng tiền phong | bị chém chết      |
| Phùng Quý    |        |                  | tử trận           |
| Trần Hiệp    |        |                  | tử trận           |
| Sư Hựu       |        |                  |                   |
| Trần Trung   |        |                  | tử trận           |
| Chu Kiệt     |        |                  |                   |
| Ngũ Vân      |        |                  | tử trận           |
| Trương Hùng  |        |                  |                   |
| Nhậm Năng    |        |                  |                   |
| Vi Lượng     |        |                  |                   |
| Thái Phúc    |        |                  | hàng quân Lam Sơn |
| Mã Anh       |        |                  |                   |
| Vương An Lão |        |                  |                   |
| Lương Minh   |        |                  |                   |
| Lý Khánh     |        |                  |                   |
| Thôi Tụ      |        |                  | tử trận           |
| Tôn Tụ       |        |                  |                   |
| Cố Hưng Tổ   |        |                  |                   |
| Từ Hanh      |        |                  |                   |
| Đàm Trung    |        |                  |                   |
| Lý Lượng     |        |                  |                   |
| Lưu Thanh    |        |                  |                   |
| Dặc Khiêm    |        |                  |                   |
| Hà Trung     |        |                  |                   |
| Cao Tường    |        |                  |                   |
| Hoa Anh      |        |                  |                   |
| Trương Lân   |        |                  |                   |
| Kim Dận      |        |                  |                   |
| Lý Nhiệm     |        |                  | tự sát            |
| Cố Phúc      |        |                  |                   |
| Phùng Trí    |        |                  |                   |
| Lưu Thuận    |        |                  |                   |

Tướng lĩnh và quan lại người Việt
| Họ tên           | Tại vị | Chức vụ         | Lý do mãn nhiệm        |
| ---------------- | ------ | --------------- | ---------------------- |
| Nguyễn Huân      |        |                 |                        |
| Mạc Thúy         |        |                 |                        |
| Đặng Nguyên      |        |                 |                        |
| Nguyễn Như Khanh |        |                 |                        |
| Mạc Địch         |        |                 |                        |
| Mạc Viễn         |        |                 |                        |
| Lương Nhữ Hốt    |        |                 |                        |
| Trần Phong       |        |                 |                        |
| Đỗ Duy Trung     |        |                 |                        |
| Phan Liêu        |        |                 |                        |
| Lộ Văn Luật      |        |                 |                        |
| Cầm Bành         |        | tri phủ Nghệ An | tử trận                |
| Cầm Quý          |        | tri phủ Ngọc Ma | theo hàng quân Lam Sơn |
| Đỗ Phú           |        |                 |                        |
| Đào Quý Dung     |        |                 |                        |
| Trần Đinh        |        |                 |                        |
| Cầm Lạn          |        |                 |                        |

Tướng lĩnh Ai Lao
| Họ tên  | Tại vị | Chức vụ          | Lý do mãn nhiệm                                                                   |
| ------- | ------ | ---------------- | --------------------------------------------------------------------------------- |
| Mãn Sát | 1421   | Tù trưởng Ai Lao | bị đánh bại khi đem 3 vạn quân tới đánh úp quân Lam Sơn, thiệt hại hơn 1 vạn quân |

## Chú giải
1. ↑  Sử ký chép là Kiệt Hầu (Thái bình hoàn vũ ký chép là Triệu Nghiêm, Bách Việt tiên hiền chí chép là Trịnh Nghiêm).
2. ↑  Điền Giáp (sử chép thiếu họ, Bách Việt tiên hiền chí chép là Điền Giáp)
3. ↑  Hồ Cống người Nam Quận, cha của danh thần Hồ Quảng thời Hán An Đế và Hán Thuận Đế
4. ↑  Chu Xưởng tự Tử Kính, người đất Ngô. Trước làm Thái thú Giao Chỉ, sau dâng biểu lên xin Hán Thuận Đế cho lập Giao Chỉ bộ làm 1 châu, triều định bàn định không nghe mà đặt làm phương bá, phong Xưởng làm Thứ sử Giao Chỉ bộ
5. ↑  Giả Xương giữ chức Thị ngự sử, bấy giờ có công vụ phải đến quận Nhật Nam, gặp lúc Khu Liên nổi dậy nên ở lại chỉ đạo quan lại các châu quận chống giữ nhưng bị vây hãm hơn một năm ròng. Kết quả, Hán đế phải cử Trương Kiều và Chúc Lương đến đánh dẹp mới giải cứu được
6. ↑  Hạ Phương trước là Thái thú Cửu Chân, có công bình phản tặc nên được đổi làm Thái thú Quế Dương, nhưng đến đời Hán Hoàn Đế dân chúng làm loạn chiếm lĩnh Nhật Nam, Hạ Phương lại được điều về làm Thứ sử Giao Châu
7. ↑  Đại Việt sử lược chép là Lưu Tháo, sau khi Hạ Phương chuyển sang Quế Dương, nhà Hán điều Lưu Tảo về làm Thái thú Cửu Chân
8. ↑  Dương Phò người Cối Kê, là cháu của danh tướng Dương Mậu, bởi Dương Mậu theo Hán Quang Vũ Đế lập nhiều chiến công nên Dương Phò được bổ nhiệm làm Thứ sử Giao Châu
9. ↑  tổ tiên 6 đời Sĩ Tứ người Vấn Dương, hồi loạn Vương Mãng lánh sang Thương Ngô. Sĩ Tứ sinh 4 trai: Sĩ Nhiếp, Sĩ Nhất, Sĩ Vĩ và Sĩ Vũ. Sĩ Nhiếp sinh ra 6 trai: Sĩ Chi, Sĩ Huy, Sĩ Khuông (có thuyết nói là con Sĩ Nhất), Sĩ Cán, Sĩ Tụng, Sĩ Ngẩm

### Thư tịch Trung Quốc
- Tư Mã Thiên, Sử ký
- Ban Cố, Hán thư
- Phạm Diệp, Hậu Hán thư
- Tục Hán thư chí
- Đông Quan Hán ký
- Trần Thọ, Tam quốc chí
- Thường Cừ, Hoa Dương quốc chí
- Tập Tạc Xỉ, Hán Tấn xuân thu
- Vương Phạm, Giao Quảng nhị châu xuân thu
- Lưu Nghĩa Khánh, Thế thuyết tân ngữ
- Phòng Huyền Linh, Tấn thư
- Thẩm Ước, Tống thư
- Tiêu Tử Hiển, Nam Tề thư
- Diêu Tư Liêm, Lương thư
- Thôi Hồng, Thập lục quốc Xuân Thu
- Diêu Tư Liêm, Trần thư
- Lý Diên Thọ, Nam sử
- Âu Dương Tuân, Nghệ văn loại tụ
- Ngụy Trưng, Tùy thư
- Hứa Tung, Kiến Khang thực lục
- Lưu Hú, Cựu Đường thư
- Âu Dương Tu, Tân Đường thư
- Tiết Cư Chính, Cựu Ngũ Đại sử
- Âu Dương Tu, Tân Ngũ Đại sử
- Lịch Đạo Nguyên, Thủy kinh chú
- Tăng Cổn, Giao châu ký
- Miêu Cung, Giao Quảng ký
- Tư Mã Quang, Tư trị thông giám
- Nhạc Sử, Thái bình hoàn vũ ký
- Hám Nhân, Thập tam châu chí
- Âu Đại Nhậm (1554), Bách Việt tiền hiền chí - Lĩnh Nam di thư[liên kết hỏng]
- Trương Đình Ngọc, Minh sử
- Ngô Nhâm Thần, Thập quốc xuân thu
- Nghiêm Khả Quân, Toàn tam quốc văn
- Quách Chấn Đạc, Trương Tiếu Mai. Việt Nam thông sử, nhà xuất bản Đại học Nhân dân Trung Quốc

### Thư tịch Việt Nam
- Đại Việt sử lược Lưu trữ ngày 7 tháng 3 năm 2016 tại Wayback Machine
- Lê Tắc (1335), An Nam chí lược, Ủy Ban Phiên Dịch Sử Liệu Việt Nam: Viện Đại Học Huế
- Ngô Sĩ Liên (1993), Đại Việt sử ký toàn thư, Bản Kỷ , Hanoi: Social Science Publishing House
- Việt sử tiêu án
- Lê Quý Đôn, Đại Việt thông sử
- Khâm Định tứ khố toàn thư
- Lam Sơn thực lục
- Quốc sử quán triều Nguyễn, Khâm định Việt sử Thông giám Cương mục
- Trần Trọng Kim, Việt Nam sử lược.
- Phạm Văn Sơn, Việt sử toàn thư. Sài Gòn, 1960
- Phan Huy Lê, Trần Quốc Vượng, Hà Văn Tấn, Lương Ninh (1991), Lịch sử Việt Nam, tập 1, Nhà xuất bản Đại học và giáo dục chuyên nghiệp
- Viện Sử học (1988), Biên niên lịch sử cổ trung đại Việt Nam
- Đào Duy Anh (2005), Đất nước Việt Nam qua các đời, Nhà xuất bản Văn hóa thông tin
- Đào Duy Anh (2005), Lịch sử cổ đại Việt Nam, Nhà xuất bản Văn hóa thông tin
- Trần Quốc Vượng (Chủ biên), Lịch sử quân sự Việt Nam - Tập 2: Đấu tranh giành độc lập tự chủ (từ năm 179 TCN đến năm 938), Nhà xuất bản Chính trị Quốc gia, 2001
- Đỗ Đức Hùng, Nguyễn Đức Nhuệ, Trần Thị Vinh, Trương Thị Yến, Việt Nam những sự kiện lịch sử (từ khởi thủy đến 1858). Nhà xuất bản Giáo dục, 2001
- Nguyễn Khắc Thuần (1993), Thế thứ các triều vua Việt Nam. Chương II - Thế thứ thời Bắc thuộc. Nhà xuất bản Giáo dục, 2002